# 2016年中华人民共和国腐败案件
2016年中华人民共和国腐败案件，是指2016年间公布、审理或审判的中华人民共和国（不包括香港特别行政区、澳门特别行政区）境内的贪污、腐败案件。
本条目所列案件，均以中央纪委监察部官网“纪律审查”一栏所列案件以及中国人民解放军官方网站“中国军网”所发布的案件为准，并不完全囊括中国大陆各地腐败案件。司法审判部分录入官员已进入庭审环节的案件，仍处于公诉环节的官员不予列入。有关部分党政高层、各级官员的涉腐传闻在得到官方正式证实前不列入本条目。部分职级较高的（副省级及以上）的官员落马案件（以及大案、要案）会以粗体字特别标示。

## 1月

### 接受调查
- 1月4日，贵州产业投资（集团）有限责任公司党委委员、副总经理张景刚涉嫌严重违纪，接受组织调查。
- 1月4日，贵州省农委党组成员、副主任黄晓涉嫌严重违纪，接受组织调查。
- 1月5日，湖北省恩施州副州长张宇涉嫌严重违纪，接受组织调查。
- 1月5日，武汉体育学院原党委副书记、原院长孙义良涉嫌严重违纪，接受组织调查。
- 1月7日，湖北省荆州市人民政府副市长张万超涉嫌严重违纪，接受组织调查。
- 1月7日，湖北省鄂州市人大常委会原党组书记、原副主任刘先义涉嫌严重违纪，接受组织调查。
- 1月7日，上海市人民检察院检察委员会原专职委员季刚涉嫌严重违纪，接受组织调查。
- 1月11日，中共贵州省纪委对七冶建设有限公司党委委员、总工程师张泽进涉嫌严重违纪问题立案审查，其涉嫌违法问题直接移送司法机关调查处理。
- 1月11日，中共天津市委委员、津南区区委书记吕福春涉嫌严重违纪，接受组织调查。
- 1月13日，河北省保定市人大常委会副主任张浩涉嫌严重违纪，接受组织调查。
- 1月15日，中共四川省委副书记、省长魏宏同志涉嫌严重违纪，正在反省思过。[1]
- 1月16日，中共河南省委常委、洛阳市委书记陈雪枫涉嫌严重违纪，接受组织调查。
- 1月18日，广西宏桂集团副总经理贾朝强涉嫌严重违纪，接受组织调查。
- 1月18日，湖北省农垦事业管理局副局长胡超涉嫌严重违纪，接受组织调查。
- 1月18日，重庆机电控股（集团）公司副总裁廖绍华涉嫌严重违纪，接受组织调查。
- 1月19日，中共中央台湾工作办公室、国务院台湾事务办公室副主任龚清概涉嫌严重违纪，接受组织调查。
- 1月20日，重庆市合川区政府副巡视员牟少伦涉嫌严重违纪，接受组织调查。
- 1月21日，中共贵州省铜仁市委常委、副市长杨德华涉嫌严重违纪，接受组织调查。
- 1月26日，四川省宜宾市人民政府副市长、市公安局原党委书记、局长魏常平涉嫌严重违纪，接受组织调查。
- 1月26日，国家统计局党组书记、局长王保安涉嫌严重违纪，接受组织调查。

### 党纪处分
- 1月5日，中共河北省纪委对省委委员、省政协财经委原副主任周杰严重违纪问题进行了立案审查，决定给予周杰开除公职处分；收缴其违纪所得；将其涉嫌犯罪问题、线索及所涉款物移送司法机关处理。
- 1月5日，中共中央纪委对国家宗教事务局原党组成员、副局长张乐斌严重违纪问题进行了立案审查，决定给予张乐斌开除党籍处分；由监察部报国务院批准，给予其行政开除处分；收缴其违纪所得；将其涉嫌犯罪问题、线索及所涉款物移送司法机关处理。
- 1月5日，中共中央纪委对第十八届中共中央候补委员、北京市委原副书记吕锡文严重违纪问题进行了立案审查，决定给予吕锡文开除党籍、开除公职处分；收缴其违纪所得；将其涉嫌犯罪问题、线索及所涉款物移送司法机关处理。
- 1月6日，中共江西省纪委对省国防科工办原党组成员、副主任廖晓凌严重违纪问题进行了立案审查，决定给予廖晓凌开除党籍处分；按程序由省监察厅报省政府批准，给予其开除公职处分；收缴其违纪所得；将其涉嫌犯罪问题、线索及涉案款物移送司法机关处理。
- 1月6日，中共江西省纪委对南昌市红谷滩新区党工委原书记龚亚立严重违纪问题进行了立案审查，决定给予龚亚立开除党籍、开除公职处分。其涉嫌犯罪问题移送司法机关处理。
- 1月7日，中共河北省纪委对省环保厅原副厅长、党组成员李葆严重违纪问题进行了立案审查，决定给予李葆开除党籍处分；按程序由省监察厅报省政府批准，给予其行政开除处分；其涉嫌犯罪问题已移送司法机关处理。
- 1月7日，中共河北省纪委对省交通厅原副厅长、党组成员潘晓东严重违纪问题进行了立案审查，决定给予潘晓东开除党籍处分；按程序由省监察厅报省政府批准，给予其行政开除处分；收缴其违纪所得；将其涉嫌犯罪问题、线索及所涉款物移送司法机关处理。
- 1月7日，中共河北省纪委对石家庄经济学院原党委书记郝东恒严重违纪问题进行了立案审查，决定给予郝东恒开除党籍、开除公职处分；将其涉嫌犯罪问题及所涉款物移送司法机关处理。
- 1月8日，中共内蒙古自治区纪委对呼和浩特市原市长汤爱军严重违纪问题进行了立案审查，决定给予汤爱军开除党籍处分、取消退休待遇，收缴其违纪所得，将其涉嫌犯罪问题、线索及涉嫌违法所得款物移送司法机关处理。
- 1月8日，中共辽宁省纪委对大连高新园区党工委原书记、管委会原主任董呈发涉嫌违纪问题进行了立案审查，决定给予董呈发党内严重警告处分。
- 1月8日，中共中央纪委对武汉钢铁（集团）公司原党委书记、董事长邓崎琳严重违纪问题进行了立案审查，决定给予邓崎琳开除党籍处分；收缴其违纪所得；将其涉嫌犯罪问题、线索及所涉款物移送司法机关处理。
- 1月11日，中共辽宁省纪委对沈阳市社会科学界联合会（社科联）党组成员、主席王民涉嫌违纪问题进行了立案审查，决定给予王民党内警告处分。
- 1月19日，中共中央纪委对中国民用航空局原党组成员、副局长周来振严重违纪问题进行了立案审查，决定给予周来振开除党籍处分；由监察部报国务院批准，给予其行政开除处分；收缴其违纪所得；将其涉嫌犯罪问题、线索及所涉款物移送司法机关处理。
- 1月19日，中共中央纪委对中共上海市委原常委、副市长艾宝俊严重违纪问题进行了立案审查，决定给予艾宝俊开除党籍处分；由监察部报国务院批准，给予其行政开除处分；收缴其违纪所得；将其涉嫌犯罪问题、线索及所涉款物移送司法机关处理。
- 1月20日，中共中央纪委驻教育部纪检组对教育部考试中心原党委书记刘军谊严重违纪问题进行了立案审查，决定给予刘军谊开除党籍、开除公职处分。2015年11月16日，刘军谊因受贿罪被判处有期徒刑3年。
- 1月27日，中共陕西省西安市纪委对西安市科协党组原书记、副主席翁正强，党组原成员、纪检组长王铜芳违纪问题进行了立案审查，决定给予翁正强、王铜芳党内警告处分。
- 1月27日，中共陕西省西安市纪委对西安市政协人口资源环境委员会副主任贺登峰严重违纪问题进行了立案审查，决定给予贺登峰党内严重警告处分。
- 1月27日，中共湖北省纪委对省地税局副巡视员杨荣辉严重违纪问题进行了立案审查，决定给予杨荣辉开除党籍处分；由省监察厅报请省政府批准给予其行政开除处分；将其涉嫌犯罪问题及线索移送司法机关处理。
- 1月29日，中共甘肃省纪委对嘉峪关市政协原副主席魏万林严重违纪问题进行了立案审查，决定给予魏万林开除党籍处分；取消其退休金和其他退休待遇；将其涉嫌犯罪问题、线索及所涉款物移送司法机关处理。
- 1月29日，中共中央纪委公布了2015年给予党纪重处分，并作出重大职务调整的10名中管干部[註 1]，陈列如下[2]：
  - 江西省政协原党组成员、副主席许爱民因严重违纪，受到开除党籍处分，降为副处级非领导职务。
  - 中共山东省委原常委、统战部原部长颜世元因严重违纪，受到留党察看二年处分，降为副厅级非领导职务。
  - 内蒙古自治区政协原党组副书记、副主席韩志然因严重违纪，受到留党察看二年处分，降为副厅级非领导职务。
  - 陕西省政协原党组副书记、副主席孙清云因严重违纪，受到留党察看二年处分，降为正处级非领导职务。
  - 中国农业银行原党委副书记、副董事长、行长张云因严重违纪，受到留党察看二年、行政撤职处分，由中国农业银行按部门副职以下（不含部门副职）安排工作。
  - 江西省政协原党组成员、副主席刘礼祖因严重违纪，受到开除党籍处分，降为科员。
  - 广西壮族自治区政协原党组成员、副主席刘志勇因严重违纪，受到撤销党内职务处分，降为正厅级非领导职务。
  - 东风汽车公司原党委副书记、董事、总经理朱福寿因严重违纪，受到开除党籍、行政撤职处分，由东风汽车公司按部门副职以下（不含部门副职）非领导职务安排工作。
  - 中共云南省委原常委、秘书长曹建方因严重违纪，受到开除党籍处分，降为副处级非领导职务。
  - 国家税务总局原党组成员、总经济师范坚因严重违纪，受到开除党籍、行政撤职处分，降为副处级非领导职务。
- 1月29日，中共河北省纪委对衡水市委原书记陈贵严重违纪问题进行了立案审查，决定给予陈贵开除党籍、开除公职处分；收缴其违纪所得；将其涉嫌犯罪问题、线索及所涉款物移送司法机关处理。
- 1月29日，中共河北省纪委对唐山市人大常委会原副主任侯志宇严重违纪问题进行了立案审查，决定给予侯志宇开除党籍处分；收缴其违纪所得；将其涉嫌犯罪问题、线索及所涉款物移送司法机关处理。
- 1月30日，中共广东省纪委对茂名市委原常委、市委统战部原部长李玉楷严重违纪问题进行了立案审查，决定给予李玉楷开除党籍、开除公职处分；收缴其违纪所得；将其涉嫌犯罪问题及线索移送司法机关处理。

### 司法审判
- 1月7日，河北省衡水市中级人民法院一审公开宣判重庆市人大常委会原副主任谭栖伟受贿案，认定被告人谭栖伟犯受贿罪，判处有期徒刑12年，并处没收个人财产人民币100万元。
- 1月12日，天津市第二中级人民法院一审公开宣判公安部原副部长李东生受贿案，认定被告人李东生犯受贿罪，判处有期徒刑15年，并处没收个人财产人民币100万元；对受贿犯罪所得财物予以追缴，上缴国库。李东生当庭表示服从判决，不上诉。
- 1月18日，江苏省常州市中级人民法院公开开庭审理中国科学技术协会原党组书记、常务副主席申维辰受贿案。检方指控申维辰在山西省、中宣部和中国科协任职期间受贿9541万元，申维辰当庭表示认罪。
- 1月20日，北京市第三中级人民法院一审公开宣判全国政协经济委员会原副主任杨刚受贿案，认定被告人杨刚犯受贿罪，判处有期徒刑12年，并处没收个人财产人民币100万元。
- 1月28日，广东省广州市中级人民法院公开开庭审理海南省原常务副省长谭力受贿案。检方指控谭力在四川省和海南省任职期间受贿8625万元，谭力当庭表示认罪。
- 1月29日，中共湖南省委原副秘书长、益阳市委原书记马勇涉嫌滥用职权罪、受贿罪一案，经湖南省人民检察院指定管辖，由郴州市人民检察院向郴州市中级人民法院提起公诉。

## 2月

### 接受调查
- 2月1日，广西壮族自治区体育局党组副书记、副局长、巡视员张冬梅（正厅级）涉嫌严重违纪，接受组织调查。
- 2月2日，西藏自治区国土资源厅原副厅长刘玉超（正厅级）涉嫌严重违纪，接受组织调查。
- 2月3日，湖北省十堰市人民检察院原检察长白章龙涉嫌严重违纪，接受组织调查。
- 2月4日，湖北省黄石市人民政府副市长刘圣华涉嫌严重违纪，接受组织调查。
- 2月4日，广东省副省长刘志庚涉嫌严重违纪，接受组织调查。
- 2月5日，中共河北省邢台市委副书记赵常福涉嫌严重违纪，接受组织调查。
- 2月6日，中国中化集团公司党组成员、董事、总经理蔡希有涉嫌严重违纪，接受组织调查。
- 2月14日，河南省高级人民法院党组成员、副院长曹卫平涉嫌严重违纪，接受组织调查。
- 2月15日，湖南省煤业集团有限公司总经理李义成涉嫌违纪，接受组织调查。
- 2月17日，湖北省长江出版传媒股份有限公司党委委员、副总经理华应生涉嫌严重违纪，接受组织调查。
- 2月17日，广西壮族自治区公安厅原副巡视员韦宁贤（副厅级）涉嫌严重违纪，接受组织调查。
- 2月18日，山西省新闻出版广电局党组书记、局长齐峰涉嫌严重违纪，接受组织调查。
- 2月22日，河南省鹤壁市委副书记费银普涉嫌严重违纪，接受组织调查。
- 2月23日，广东省梅州市人大常委会党组书记、常务副主任林碧红涉嫌严重违纪，接受组织调查。
- 2月24日，江苏有色金属华东地质勘查局原局长邵毅涉嫌严重违纪，接受组织调查。
- 2月24日，吉林司法警官职业学院院长朱根甲（副厅长级）涉嫌严重违纪，接受组织调查。
- 2月25日，湖南省科学技术协会党组书记、副主席毕华涉嫌严重违纪，接受组织调查。
- 2月25日，辽宁省大连市人大常委会副主任张军涉嫌严重违纪，接受组织调查。
- 2月26日，湖北省潜江市人大常委会党组书记、主任刘明刚涉嫌严重违纪，接受组织调查。
- 2月26日，福建省安全生产监督管理局党组书记、局长陈炎生涉嫌严重违纪，接受组织调查。
- 2月26日，湖南省国土资源厅原副巡视员刘会和涉嫌严重违纪，接受组织调查。
- 2月26日，广东医学院原党委书记江文富涉嫌严重违纪，接受组织调查。
- 2月27日，安徽省蚌埠市人大常委会党组副书记、副主任巫希平涉嫌严重违纪，接受组织调查。
- 2月29日，中共辽宁省沈阳市委常委、副市长杨亚洲涉嫌严重违纪，接受组织调查。

### 党纪处分
- 2月1日，中共河北省纪委对沧州市人大常委会原党组副书记、副主任回学勇严重违纪问题进行了立案审查，决定给予回学勇开除党籍、开除公职处分；收缴其违纪所得；将其涉嫌犯罪问题、线索及所涉款物移送司法机关处理。
- 2月2日，中共福建省纪委对厦门市人民政府党组成员、副市长李栋梁严重违纪问题进行立案审查，决定给予李栋梁开除党籍处分；将由省监察厅报请省政府批准，给予其行政开除处分；收缴其违纪所得；其涉嫌犯罪问题及其他线索已移送司法机关处理。
- 2月2日，中共辽宁省纪委对鞍山市委原委员、市人大常委会原副主任戴恩彪涉嫌违纪问题进行了立案审查，决定免去戴恩彪鞍山市委委员职务，给予其撤销党内职务处分，依法免去其鞍山市人大常委会副主任职务，降为正处级非领导职务；收缴其违纪所得。
- 2月2日，中共辽宁省纪委对丹东市委原常委、市总工会原主席耿玉礓涉嫌严重违纪问题进行了立案审查，决定给予耿玉礓开除党籍、开除公职处分；收缴其违纪所得；将其涉嫌犯罪问题及线索移送司法机关处理。
- 2月2日，中共辽宁省纪委对营口市人大常委会原副主任李思福严重违纪问题进行了立案审查，决定给予李思福开除党籍、开除公职处分，收缴其违纪所得；将其涉嫌犯罪问题及线索移送司法机关处理。
- 2月2日，中共辽宁省纪委对盘锦市委原委员、市政协党组原副书记、原副主席刘铁鹰涉嫌严重违纪问题进行了立案审查，决定给予刘铁鹰开除党籍、开除公职处分；收缴其违纪所得；将其涉嫌犯罪问题及线索移送司法机关处理。
- 2月2日，中共辽宁省纪委对大连市委原常委、大连长兴岛经济区（长兴岛经济技术开发区）党工委原书记、管委会原主任，西中岛石化产业园区党工委原书记金程严重违纪问题进行了立案审查，决定给予金程开除党籍处分，收缴其违纪所得；由省监察厅报省政府批准给予其行政开除处分；将其涉嫌犯罪问题及线索移送司法机关处理。
- 2月2日，中共河北省纪委对承德市委原常委、市政府原副市长苏爱国严重违纪问题进行了立案审查，决定给予苏爱国开除党籍处分；按程序由省监察厅报省政府批准，给予其行政开除处分；将其涉嫌犯罪问题、线索及所涉款物移送司法机关处理。
- 2月2日，中共河北省纪委对衡水市政府原副市长张凤国严重违纪问题进行了立案审查，决定给予张凤国开除党籍处分；按程序由省监察厅报省政府批准，给予其行政开除处分；将其涉嫌犯罪问题、线索及所涉款物移送司法机关处理。
- 2月3日，中共中央纪委对中国南方航空集团公司原党组副书记、总经理司献民严重违纪问题进行了立案审查，决定给予司献民开除党籍处分；由监察部报国务院批准，给予其行政开除处分；收缴其违纪所得；将其涉嫌犯罪问题、线索及所涉款物移送司法机关处理。
- 2月3日，中共中央纪委对黑龙江省人大常委会原党组书记、副主任盖如垠严重违纪问题进行了立案审查，决定给予盖如垠开除党籍、开除公职处分；收缴其违纪所得；将其涉嫌犯罪问题及所涉款物移送司法机关处理。
- 2月4日，中共中央纪委对湖北省委原常委、组织部原部长贺家铁严重违纪问题进行了立案审查，决定给予贺家铁同志撤销党内职务、行政撤职处分，降为正厅级非领导职务。
- 2月4日，中共中央纪委对四川省委原副书记、原省长魏宏严重违纪问题进行了立案审查，决定给予魏宏同志撤销党内职务处分，由监察部报国务院批准给予其行政撤职处分，降为副厅级非领导职务。
- 2月6日，中共青海省纪委对格尔木市委原书记李国忠（副厅级）和现任纪委书记史可庭（正县级）违纪问题进行了立案审查，决定给予李国忠、史可庭党内警告处分。
- 2月16日，中共天津市纪委对天津百利机械装备集团有限公司党委常委、副总经理吴树元严重违纪问题进行了立案审查，决定给予吴树元开除党籍处分；由天津市监察局报请天津市人民政府批准，给予其开除公职处分；依纪收缴其违纪所得；将其涉嫌犯罪问题及线索移送司法机关处理。
- 2月16日，中共天津市纪委对和平区原区委常委、常务副区长石季壮严重违纪问题进行了立案审查，决定给予石季壮开除党籍处分；由天津市监察局报请天津市人民政府批准，给予其行政开除处分；依纪收缴其违纪所得；将其涉嫌犯罪问题及线索移送司法机关处理。
- 2月16日，中共重庆市纪委对重庆市第三人民医院原院长戴伟杰严重违纪问题进行了立案审查，决定给予戴伟杰开除党籍、开除公职处分。
- 2月18日，中共山东省纪委对枣庄技师学院原党委副书记、院长，枣庄职业学院原党委副书记、副院长孙式灵严重违纪问题进行了立案审查，决定给予孙式灵开除党籍处分；省监察厅报省政府批准，给予其开除公职处分；收缴其违纪所得；将其涉嫌犯罪问题、线索及所涉款物移送司法机关处理。
- 2月18日，中共湖南省纪委对中共张家界市委原常委、副市长程丹峰严重违纪问题进行了立案审查，决定给予程丹峰开除党籍处分，报省政府批准，决定给予其开除公职处分；并将其涉嫌犯罪问题及线索移送司法机关处理。
- 2月18日，中共湖南省纪委对省发改委原党组成员、总经济师杨世芳严重违纪问题进行了立案审查，决定给予杨世芳开除党籍处分，取消其原退休待遇。对杨世芳涉嫌犯罪问题及线索，已移送司法机关处理。
- 2月24日，中共广东省纪委对省机场集团原党委副书记、总裁刘子静严重违纪问题进行了立案审查，决定给予刘子静开除党籍、开除公职处分；收缴其违纪所得；将其涉嫌犯罪问题及线索移送司法机关处理。
- 2月26日，中共广东省纪委对中共广州市委原常委、市政法委原书记吴沙严重违纪问题进行了立案审查，决定给予吴沙开除党籍处分；取消其退休待遇；收缴其违纪所得；将其涉嫌犯罪问题及线索移送司法机关处理。
- 2月28日，中共新疆维吾尔自治区纪委对自治区公安厅原党委委员、副厅长谢晖严重违纪问题进行了立案审查，决定给予谢晖开除党籍处分；由自治区监察厅报自治区人民政府批准，给予其行政开除处分；收缴其违纪所得；将其涉嫌违法犯罪问题及线索移送司法机关处理。
- 2月28日，中共新疆维吾尔自治区纪委对自治区人民政府原党组成员、秘书长、政府办公厅党组书记阿力木江·买买提明严重违纪问题进行了立案审查，决定给予阿力木江·买买提明开除党籍处分；由自治区监察厅报自治区人民政府批准，给予其行政开除处分；收缴其违纪所得；将其涉嫌违法犯罪问题及线索移送司法机关处理。
- 2月29日，中共山西省纪委对第十届山西省委委员、山西省阳泉市委原书记洪发科严重违纪问题进行了立案审查，决定给予洪发科开除公职处分，并经中央纪委常委会审议报中共中央批准，决定给予洪发科开除党籍处分，收缴其违纪所得。将其涉嫌犯罪问题、线索及所涉款物移送司法机关处理。
- 2月29日，中共山西省纪委对山西省经信委原党组成员、总工程师杨永辉严重违纪问题进行了立案审查，决定给予杨永辉开除党籍处分；经省监察厅研究并报省人民政府批准，决定给予杨永辉开除公职处分；收缴其违纪所得；将其涉嫌犯罪问题、线索及所涉款物移送司法机关处理。

### 司法审判
- 2月3日，内蒙古自治区政协原副主席赵黎平涉嫌故意杀人、受贿、非法持有枪支、弹药、非法储存爆炸物一案，由赤峰市公安局红山区分局、内蒙古自治区人民检察院侦查终结后移送太原市人民检察院审查起诉。太原市人民检察院已向太原市中级人民法院提起公诉。
- 2月26日，全国人大环境与资源保护委员会原副主任委员、中共云南省委原书记白恩培涉嫌受贿、巨额财产来源不明一案，由最高人民检察院指定河南省人民检察院侦查终结后，移送河南省安阳市人民检察院审查起诉。安阳市人民检察院向安阳市中级人民法院提起公诉。

## 3月

### 接受调查
- 3月3日，河北省开滦（集团）有限责任公司副总经理蔡念庚涉嫌严重违纪，接受组织调查。
- 3月4日，十二届全国人大教育科学文化卫生委员会副主任委员王珉涉嫌严重违纪，接受组织调查。
- 3月9日，中共四川省德阳市委常委、宣传部部长兼市经济技术开发区党委书记杨建明涉嫌严重违纪，接受组织调查。
- 3月11日，河南省农村信用社联合社理事长、党委书记鲁轶涉嫌严重违纪，接受组织调查。
- 3月16日，中共浙江省宁波市委副书记、市长卢子跃涉嫌严重违纪，接受组织调查。
- 3月16日，辽宁省人大常委会副主任王阳涉嫌严重违纪，接受组织调查。
- 3月17日，中共湖北省宜昌市委常委、市政府副市长毛传强因涉嫌严重违纪，接受组织调查。
- 3月17日，湖北知音传媒集团有限公司原党委书记、董事长胡勋璧因涉嫌严重违纪，接受组织调查。
- 3月17日，四川省广元市人民政府副市长任华兮涉嫌严重违纪，接受组织调查。
- 3月17日，河北融投控股集团有限公司原党委书记、董事长李令成涉嫌严重违纪，接受组织调查。
- 3月18日，吉林省白城市委常委、市政府副市长徐建军（副厅长级）涉嫌严重违纪，接受组织调查。
- 3月18日，新疆维吾尔自治区住房和城乡建设厅原党组书记、副厅长李建新涉嫌严重违纪，接受组织调查。
- 3月18日，中国石油西部管道公司党委委员、副总经理依利·司马义涉嫌严重违纪，接受组织调查。
- 3月18日，内蒙古自治区兴安盟行署原副盟长步进来涉嫌严重违纪，接受组织调查。
- 3月18日，福建省漳州市人民政府党组成员、副市长王毅群涉嫌严重违纪，接受组织调查。
- 3月22日，云南警官学院原党委书记杜敏涉嫌严重违纪，接受组织调查。
- 3月23日，中共广东省委常委、珠海市委书记李嘉涉嫌严重违纪，接受组织调查。
- 3月24日，广西金融投资集团原党委副书记、副总经理刘忠涉嫌严重违纪，接受组织调查。
- 3月25日，湖北能源集团股份有限公司党委委员、副总经理贾曙光因涉嫌严重违纪，接受组织调查。
- 3月25日，湖北省武汉市洪山区政协党组书记、主席张光合（副厅级）因涉嫌严重违纪，接受组织调查。
- 3月25日，贵州茅台酒厂（集团）有限责任公司原党委委员、贵州茅台酒股份有限公司原副总经理谭定华涉嫌严重违纪，接受组织调查。
- 3月31日，中国天津国际经济技术合作集团公司原党委副书记、总经理迟捷（正局级）涉嫌严重违纪，接受组织调查。
- 3月31日，山西省煤炭工业厅党组成员、副厅长杨茂林涉嫌严重违纪，接受组织调查。
- 3月31日，江西省萍乡市政协副主席曹光亮涉嫌严重违纪，接受组织调查。
- 3月31日，江西省能源集团公司党委委员、副总经理张慎勇涉嫌严重违纪，接受组织调查。

### 党纪处分
- 3月1日，中共陕西省纪委对省高院原巡视员贺伯庆严重违纪问题进行了立案审查，决定给予贺伯庆开除党籍处分；收缴违纪所得；由省高院按照有关规定将其退休待遇降为主任科员级别。
- 3月1日，中共陕西省纪委对渭南市原副市长袁军晓严重违纪问题进行了立案审查，决定给予袁军晓开除党籍处分；收缴违纪所得；将其涉嫌犯罪问题、线索及违法所得一并移送司法机关处理；报省政府批准后，给予其行政开除处分。
- 3月1日，中共陕西省纪委对陕西省交通建设集团公司原董事长、党委书记韩定海严重违纪问题进行了立案审查，决定给予韩定海开除党籍处分；收缴违纪所得；报省政府批准后，给予其撤职处分（降为企业非管理岗位一般工作人员）。
- 3月2日，中共广东省纪委对潮州市政协原党组书记、主席汤锡坤严重违纪问题进行了立案审查，决定给予汤锡坤开除党籍、开除公职处分；收缴其违纪所得；将其涉嫌犯罪问题及线索移送司法机关处理。
- 3月20日，中共广东省纪委对省工商局原党组书记、局长朱泽君的严重违纪问题进行了立案审查，决定给予朱泽君开除党籍处分、行政开除处分；收缴违纪所得；将其涉嫌犯罪问题及线索移送司法机关处理。
- 3月30日，中共中央纪委对海南省人大常委会原副主任张力夫严重违纪问题进行了立案审查,决定给予张力夫开除党籍处分，按照副科级确定退休待遇。

### 司法审判
- 3月22日，广州市中级人民法院公开开庭审理广州市住房保障办公室征收储备处原副处长黄华辉受贿案，检方指控黄华辉在担任广州市土地开发中心土地征用与整理一部副主任科员、业务指导部副部长、土地整理部副部长等职务期间受贿8891万元，黄华辉当庭表示认罪。
- 3月24日，江苏省南通市中级人民法院公开开庭审理中共山西省委原常委、省委秘书长聂春玉受贿案，检方指控聂春玉受贿4458万元，聂春玉当庭表示认罪。
- 3月30日，天津市第一中级人民法院一审公开宣判海南省原副省长冀文林受贿案，认定被告人冀文林犯受贿罪，判处有期徒刑12年，并处罚金人民币100万元。
- 3月30日，河南省许昌市中级人民法院公开开庭审理河南省驻马店市原市委书记刘国庆受贿案，检方指控刘国庆在河南省公安厅担任秦玉海副手及主政驻马店市期间受贿人民币6799万元、港币10万元，刘国庆当庭表示认罪。

## 4月

### 接受调查
- 4月5日，西藏矿业发展股份有限公司总经理饶琼涉嫌严重违纪，接受组织调查。
- 4月6日，中共辽宁省委常委、政法委书记苏宏章涉嫌严重违纪，接受组织调查。
- 4月6日，中共山东省济南市委副书记、市长杨鲁豫涉嫌严重违纪，接受组织调查。
- 4月6日，福建省政协文史和学习委员会副主任廉小强涉嫌严重违纪，接受组织调查。
- 4月7日，广东省广州市国际工程咨询公司原总经理赖布克涉嫌严重违纪，接受组织调查。
- 4月8日，河北省开滦（集团）有限责任公司副总经理吴爱民涉嫌严重违纪，接受组织调查。
- 4月8日，广东省人大常务委员会委员、财经委主任委员陈家记涉嫌严重违纪，接受组织调查。
- 4月9日，四川省原副省长李成云涉嫌严重违纪，接受组织调查。
- 4月12日，河南省有色金属地质矿产局原党组书记、局长朱东晖涉嫌严重违纪，接受组织调查。
- 4月14日，河南省发改委副主任、党组成员兼省能源规划建设局局长常建华涉嫌严重违纪，接受组织调查。
- 4月14日，中共福建省三明市委常委、统战部部长江兴禄涉嫌严重违纪，接受组织调查。
- 4月14日，中共广西贵港市委常委、市人民政府常务副市长黄志光因涉嫌严重违纪，接受组织调查。
- 4月14日，中共广西桂平市委书记杨评防（副厅级）因涉嫌严重违纪，接受组织调查。
- 4月14日，云南省投资控股集团有限公司党委书记、董事长保明虎涉嫌严重违纪，接受组织调查。
- 4月15日，贵州省黔南州政协主席高金林因涉嫌严重违纪，接受组织调查。
- 4月15日，贵州省政协社会与法制委员会原副主任、毕节市政协原巡视员杨继红涉嫌严重违纪，接受组织调查。
- 4月15日，安徽省亳州市人大常委会副主任程效先涉嫌严重违纪，在接受组织调查。
- 4月15日，安徽省民族事务委员会（宗教局）党组成员、副主任（副局长）沙圣虎涉嫌严重违纪，接受组织调查。
- 4月16日，中共河北省委常委、政法委书记张越涉嫌严重违纪，接受组织调查。
- 4月18日，河南省平顶山市人民政府副市长郑理涉嫌严重违纪，接受组织调查。
- 4月19日，天津市教育科学研究院党委副书记、院长武红军（正局级）涉嫌严重违纪，接受组织调查。
- 4月19日，宁夏回族自治区商务厅党组书记、副厅长、自治区博览局局长王静涉嫌严重违纪，接受组织调查。
- 4月19日，宁夏建工集团有限公司党委委员、副总经理刘文秀涉嫌严重违纪，接受组织调查。
- 4月21日，广西壮族自治区旅游发展委员会副主任滕冲（正厅级）涉嫌严重违纪，接受组织调查。
- 4月22日，中共内蒙古自治区党委办公厅原巡视员刘惊海（内蒙古日报社原党委书记、原社长）涉嫌严重违纪，接受组织调查。
- 4月22日，内蒙古自治区供销合作社理事会副主任张麟龙涉嫌严重违纪，接受组织调查。
- 4月24日，河北省保定市副市长、市公安局局长潘静苏涉嫌严重违纪，接受组织调查。
- 4月25日，吉林省地质矿产勘查开发局党组书记、局长李晓明（正厅级）涉嫌严重违纪，接受组织调查。
- 4月25日，河南质量工程职业学院院长白君堂涉嫌严重违纪，接受组织调查。
- 4月25日，中共新疆维吾尔自治区和田市市委书记陈远华涉嫌严重违纪，接受组织调查。
- 4月26日，宁夏回族自治区发改委原副主任张包平涉嫌严重违纪，接受组织调查。
- 4月27日，吉林省政府国有资产监督管理委员会党委委员、副主任，吉林省酒精工业集团公司党委书记、管委会主任王艺新涉嫌严重违纪，接受组织调查。
- 4月28日，中共内蒙古自治区乌兰察布市市委副书记、市长陶淑菊涉嫌严重违纪，接受组织调查。
- 4月29日，青海省地质矿产勘查开发局党委副书记、局长吴庭祥（正厅级）涉嫌严重违纪，接受组织调查。

### 党纪处分
- 4月1日，中共广东省纪委对茂名市委原副书记廖锋的严重违纪问题进行了立案审查，决定给予廖锋开除党籍、开除公职处分；收缴违纪所得；将其涉嫌犯罪问题及线索移送司法机关处理。
- 4月1日，中共广东省纪委对清远职业技术学院党委原书记苏浩志的严重违纪问题进行了立案审查,决定给予苏浩志开除党籍、开除公职处分；收缴违纪所得；将其涉嫌犯罪问题及线索移送司法机关处理。
- 4月5日，中共广东省纪委对江门市人大常委会原副主任聂党权严重违纪问题进行了立案审查，决定给予聂党权开除党籍、开除公职处分；收缴其违纪所得；将其涉嫌犯罪问题及线索移送司法机关处理。
- 4月5日，中共广东省纪委对原广东中旅（集团）有限公司党委书记、董事长王万年严重违纪问题进行了立案审查，决定给予王万年开除党籍处分；由省监察厅报请省政府批准取消其退休待遇；收缴其违纪所得；将其涉嫌犯罪问题及线索移送司法机关处理。
- 4月5日，中共广东省纪委对省水利厅原党组成员、巡视员彭泽英严重违纪问题进行了立案审查，决定给予彭泽英开除党籍处分；由省监察厅报请省政府批准取消其退休待遇；收缴其违纪所得；将其涉嫌犯罪问题及线索移送司法机关处理。
- 4月7日，中共河北省纪委对中共河北省委委员、承德市委原书记郑雪碧严重违纪问题进行了立案审查，决定给予郑雪碧开除党籍处分；经省纪委常委会议研究并报省委批准，决定给予郑雪碧开除公职处分；收缴其违纪所得，责令退赔用公款支付的个人费用；将其涉嫌犯罪问题、线索及所涉款物移送司法机关处理。
- 4月8日，中共新疆维吾尔自治区纪委对伊犁州国资委原党组副书记、主任曹鲁胜严重违纪问题进行了立案审查，决定给予曹鲁胜开除党籍、行政开除处分；收缴其违纪所得；将其涉嫌违法犯罪问题及线索移送司法机关处理。
- 4月14日，中共吉林省长春市纪委对长春市直属机关老干部管理服务中心、长春市企业离休干部管理服务中心原主任谢铁军严重违纪问题进行了立案审查，决定给予谢铁军开除党籍、开除公职处分；将其涉嫌犯罪问题、线索及所涉款物移送司法机关处理。
- 4月14日，中共吉林省长春市纪委对长春市南关区人大常委会原主任、党组书记付臣严重违纪问题进行了立案审查，决定给予付臣开除党籍、开除公职处分；收缴其违纪所得；将其涉嫌犯罪问题、线索及所涉款物移送司法机关处理。
- 4月15日，中共河北省纪委对省委委员、邢台市委原书记王爱民严重违纪问题进行了立案审查，决定给予王爱民开除党籍处分；经省纪委常委会议研究并报省委批准，决定给予王爱民开除公职处分；收缴其违纪所得；将其涉嫌犯罪问题、线索及所涉款物移送司法机关处理。
- 4月15日，中共黑龙江省纪委对黑龙江省建设集团有限公司原党委委员、董事长张厚严重违纪问题进行了立案审查，决定给予张厚开除党籍处分；由省监察厅报请省政府批准给予其行政开除处分。
- 4月18日，中共中央纪委对广东省政府原党组成员、副省长刘志庚严重违纪问题进行了立案审查，决定给予刘志庚开除党籍处分；由监察部报国务院批准，给予其行政开除处分；将其涉嫌犯罪问题、线索及所涉款物移送司法机关处理。
- 4月19日，中共中央纪委对贵州省政协党组成员、副主席孔令中严重违纪问题进行了立案审查，决定给予孔令中同志留党察看一年、行政撤职处分，降为正厅级非领导职务。
- 4月19日，中共广西壮族自治区纪委对广西有色金属集团有限公司原副总经理李赋屏严重违纪问题进行了立案审查，决定给予李赋屏开除党籍处分；将其违规从事营利活动所占股份予以清退，收缴其违纪所得；将其涉嫌犯罪问题、线索及所涉款物移送司法机关处理。
- 4月19日，中共广西壮族自治区纪委对广西宏桂资产经营（集团）有限责任公司副总经理贾朝强严重违纪问题进行了立案审查,决定给予贾朝强开除党籍、开除公职处分；将其违规经商所占股份予以清退，收缴其违纪所得；将其涉嫌犯罪问题、线索及所涉款物移送司法机关处理。
- 4月19日，广西壮族自治区监察厅对广西金融投资集团有限公司原副总经理陈婷严重违纪违法问题进行立案审查，决定给予陈婷开除公职处分，其涉嫌犯罪问题移送司法机关处理。
- 4月21日，中共中央纪委对中共中央台湾工作办公室原副主任、国务院台湾事务办公室原副主任龚清概严重违纪问题进行了立案审查，决定给予龚清概开除党籍处分；由监察部报国务院批准，给予其开除公职处分；收缴其违纪所得；将其涉嫌犯罪问题及所涉款物移送司法机关处理。
- 4月22日，中共广东省纪委对惠州市委原常委、原副市长黄锦辉严重违纪问题进行了立案审查，决定给予黄锦辉开除党籍处分，收缴违纪所得；由省监察厅报省政府批准，取消其退休待遇；将其涉嫌犯罪问题、线索及所涉款物移送司法机关处理。
- 4月26日，中共广西壮族自治区纪委对南宁高新技术产业开发区党工委原书记黄润斌违纪问题进行立案审查，决定给予黄润斌同志党内严重警告处分，免去其南宁高新技术产业开发区党工委书记职务，另行安排工作。
- 4月29日，中共天津市纪委对天津市市容和园林管理委员会原党组成员、副主任袁东升严重违纪问题进行了立案审查，决定给予袁东升开除党籍处分；由天津市监察局报天津市人民政府批准，给予其行政开除处分；收缴其违纪所得；将其涉嫌犯罪问题、线索及所涉款物移送司法机关处理。

### 司法审判
- 4月5日，中国人民解放军军事检察院对中央军委原副主席郭伯雄涉嫌受贿犯罪案侦查终结，移送审查起诉。军事检察院查明，郭伯雄利用职务便利，为他人职务晋升或调整提供帮助，直接和通过家人收受贿赂，数额特别巨大。郭伯雄对涉嫌受贿犯罪事实供认不讳。
- 4月11日，河南省人大常委会原党组书记、副主任秦玉海涉嫌受贿一案，经最高人民检察院指定，由山东省人民检察院侦查终结后移送山东省淄博市人民检察院审查起诉。近日，淄博市人民检察院已向淄博市中级人民法院提起公诉。
- 4月11日，中共黑龙江省委原常委、大庆市委原书记韩学键涉嫌受贿一案，由最高人民检察院指定吉林省人民检察院侦查终结后，移送吉林省辽源市人民检察院审查起诉。近日，辽源市人民检察院已向辽源市中级人民法院提起公诉。

## 5月

### 接受调查
- 5月3日，经中共陕西省委批准，中共教育部党组同意：
  - 中共西安电子科技大学党委常委、副校长陈勇涉嫌严重违纪，接受组织调查。
  - 中共西安电子科技大学党委常委、副校长张培营涉嫌严重违纪，接受组织调查。
- 5月4日，辽宁省大连市科学技术局（知识产权局）党委书记、局长江亲瑜涉嫌严重违纪，接受组织调查。
- 5月4日，新疆维吾尔自治区人民防空办公室党组成员、副主任臧小军涉嫌严重违纪，接受组织调查。
- 5月5日，河南省新乡市平原城乡一体化示范区管委会主任李巨峰（副厅级）涉嫌严重违纪，接受组织调查。
- 5月7日，湖北省质量技术监督局巡视员黄爱国涉嫌严重违纪，接受组织调查。
- 5月9日，云南广电网络集团有限公司原党委书记、董事长王建又涉嫌严重违纪，接受组织调查。
- 5月10日，山东省青岛市政协党组成员、副主席李学海涉嫌严重违纪，接受组织调查。
- 5月10日，广西壮族自治区政协常委、自治区政协经济委员会主任连友农涉嫌严重违纪，接受组织调查。
- 5月12日，河南省公安厅交警总队总队长张益民（副厅级）涉嫌严重违纪，接受组织调查。
- 5月13日，辽宁省烟草专卖局（公司）党组书记、局长、总经理王志富涉嫌严重违纪，接受组织调查。
- 5月13日，东华大学原副校长江建明涉嫌严重违纪，接受组织调查。
- 5月13日，山东省东营市政协党组成员、副主席韩吉顺涉嫌严重违纪，接受组织调查。
- 5月16日，河南省国有资产控股运营集团有限公司党委书记、董事长常保良（副厅级）涉嫌严重违纪，接受组织调查。
- 5月16日，江苏省政府办公厅原副巡视员马邦勤涉嫌严重违纪，接受组织调查。
- 5月16日，广东省清远市政协原主席何炳华涉嫌严重违纪，接受组织调查。
- 5月16日，甘肃省林业厅党组成员、省绿化委员会办公室副主任陈浩文涉嫌严重违纪，接受组织调查。
- 5月17日，天津市蓟县人大常委会副主任、许家台镇党委书记卢旺（副局级）涉嫌严重违纪，接受组织调查。
- 5月17日，重庆市水利局党组副书记、副局长、总工程师冀春楼涉嫌严重违纪，接受组织调查。
- 5月18日，安徽省司法厅党委委员、副厅长程瀚涉嫌严重违纪，接受组织调查。
- 5月20日，江西稀有金属钨业控股集团有限公司副总经理、党委委员崔源发涉嫌严重违纪，接受组织调查。
- 5月20日，贵州省六盘水市人大常委会副主任高玉林涉嫌严重违纪，接受组织调查。
- 5月23日，贵州省农委党组成员、总畜牧师瓦庆荣涉嫌严重违纪，接受组织调查。
- 5月24日，安徽省副省长杨振超涉嫌严重违纪，接受组织调查。
- 5月25日，中共广东省江门市委副书记、市委政法委书记邹家军涉嫌严重违纪，接受组织调查。
- 5月26日，河南省新乡市人民政府副市长王玉民涉嫌严重违纪，接受组织调查。
- 5月26日，新疆维吾尔自治区新闻出版广电局（版权局）党组成员、副局长王跃平涉嫌严重违纪，接受组织调查。
- 5月30日，中共江苏省委常委、副省长李云峰涉嫌严重违纪，接受组织调查。

### 党纪处分
- 5月9日，中共湖北省纪委对湖北机场集团有限公司原党委委员、原总会计师曹其跃严重违纪问题进行了立案审查，决定给予曹其跃开除党籍处分；由湖北省监察厅报湖北省政府批准，给予其行政开除处分；收缴其违纪所得；将其涉嫌犯罪问题及线索移送司法机关处理。
- 5月9日，中共湖北省纪委对鄂州市人大常委会原党组书记、原副主任刘先义严重违纪问题进行了立案审查，决定给予刘先义开除党籍处分，取消其退休待遇；收缴其违纪所得；将其涉嫌犯罪问题及线索移送司法机关处理。
- 5月11日，中共广东省纪委对肇庆市委原常委、市政府原常务副市长刘惠祥严重违纪问题进行了立案审查，决定给予刘惠祥开除党籍处分；由省监察厅报省政府批准，给予其行政开除处分；收缴其违纪所得；将其涉嫌犯罪问题、线索及所涉款物移送司法机关处理。
- 5月12日，中共中央纪委对外交部原党委委员、部长助理兼礼宾司司长张昆生严重违纪问题进行了立案审查，决定给予张昆生开除党籍处分；由监察部报国务院批准，给予其开除公职处分；将其涉嫌犯罪问题、线索及所涉款物移送司法机关处理。
- 5月20日，中共天津市纪委对中国天津国际经济技术合作集团公司原党委副书记、总经理迟捷严重违纪问题进行了立案审查，决定给予迟捷开除党籍处分，将其涉嫌犯罪问题及线索移送司法机关处理。
- 5月20日，中共新疆维吾尔自治区纪委对自治区人民检察院原党组成员、副检察长史少林严重违纪问题进行了立案审查，决定给予史少林开除党籍、公职处分；收缴其违纪所得；将其涉嫌违法犯罪问题及线索移送司法机关处理。
- 5月20日，中共新疆维吾尔自治区纪委对自治区人大常委会和田地区工作委员会原党组副书记、主任吾提库尔·阿里木严重违纪问题进行了立案审查，决定给予吾提库尔·阿里木开除党籍、公职处分；收缴其违纪所得；将其涉嫌违法犯罪问题及线索移送司法机关处理。
- 5月20日，中共新疆维吾尔自治区纪委对自治区住房和城乡建设厅原党组书记、副厅长李建新严重违纪问题进行了立案审查，决定给予李建新开除党籍、公职处分；收缴其违纪所得；将其涉嫌违法犯罪问题及线索移送司法机关处理。
- 5月23日，中共重庆市纪委对市外经贸委原副主任何为严重违纪问题进行了立案审查，决定给予何为开除党籍处分；由市监察局报市政府批准，给予其开除公职处分。
- 5月25日，中共广西壮族自治区纪委对自治区体育局原党组副书记、副局长、巡视员张冬梅严重违纪问题进行立案审查，决定给予张冬梅开除党籍处分；由自治区监察厅报自治区人民政府批准，给予其开除公职处分；收缴其违纪所得；将其涉嫌犯罪问题、线索及所涉款物移送司法机关处理。
- 5月26日，中共湖南省纪委对省科协原党组书记、副主席毕华严重违纪问题进行了立案审查，决定给予毕华开除党籍、开除公职处分，按相关规定撤销其省政协委员、常委资格。对毕华涉嫌犯罪问题及线索，移送司法机关处理。
- 5月27日，中共天津市纪委对河北区政协党组成员、副主席刘国强严重违纪问题进行了立案审查，决定给予刘国强开除党籍、撤职处分，由副局级降为副主任科员。
- 5月27日，中共黑龙江省哈尔滨市纪委对市人大常委会委员、市人大财经委员会副主任委员、预算工作委员会主任朱海严重违纪问题进行了立案审查，决定给予朱海开除党籍、开除公职处分；收缴其违纪所得，按照相关程序上缴国库；将其涉嫌犯罪问题及其他涉嫌犯罪问题线索移送司法机关处理。
- 5月27日，中共山西省纪委对山西国信集团原党委书记、董事长上官永清严重违纪问题进行了立案审查，决定给予上官永清开除党籍处分；经省监察厅研究并报省人民政府批准，决定给予上官永清开除公职处分；收缴其违纪所得。将其涉嫌犯罪问题、线索及所涉款物移送司法机关处理。

### 司法审判
- 5月10日，江苏省南通市中级人民法院一审公开开庭审理了中共山西省委原常委、统战部部长白云受贿一案。检方指控白云受贿1781万元，白云当庭表示认罪。
- 5月13日，中国人民政治协商会议第十二届全国委员会原副主席、中共中央统战部原部长令计划涉嫌受贿、非法获取国家秘密、滥用职权一案，由最高人民检察院侦查终结，经依法指定管辖，移送天津市人民检察院第一分院审查起诉。近日，天津市人民检察院第一分院依法向天津市第一中级人民法院提起公诉。对令计划以受贿罪、非法获取国家秘密罪、滥用职权罪追究刑事责任。
- 5月16日，廣東省广州市中级人民法院一审公开开庭审理了中共深圳市委原常委、政法委书记蒋尊玉受贿一案。检方指控蒋尊玉受贿人民币3265万元、港币4670万元，蒋尊玉改变了在侦查阶段曾作出的有罪供述，当庭对大部分指控金额予以否认。
- 5月19日，福建省南平市中级人民法院一审公开开庭审理了安徽省政协原副主席韩先聪受贿、滥用职权一案。检方指控韩先聪直接或通过其亲属非法收受他人给予的财物共计折合人民币2328万余元；造成国家财产损失共计人民币2.22亿余元。韩先聪当庭表示认罪、悔罪。
- 5月23日，云南省临沧市人民检察院提起公诉的中共曲靖市委原副书记李云忠受贿一案，一审法院以受贿罪对其判处无期徒刑，李云忠不服判决提出上诉，被云南省高级人民法院驳回，维持原判。
- 5月24日，浙江省绍兴市人民检察院提起公诉的中共宁波市委原常委、宣传部原部长洪嘉祥（正厅级）受贿一案，由绍兴市中级人民法院作出一审判决，被告人洪嘉祥因受贿800余万元被判处有期徒刑11年，并处罚金人民币60万元。
- 5月25日，广西壮族自治区柳州市中级人民法院一审公开开庭审理了广东省政协原主席朱明国受贿、巨额财产来源不明一案。检方指控朱明国收受各项财物共计折合人民币1.41亿余元，另有9104万余元的财产不能说明来源。朱明国当庭表示认罪、悔罪。
- 5月27日，湖北省荆州市中级人民法院一审公开开庭审理了政协湖北省第十一届委员会经济委员会原副主任梅祖恩滥用职权、受贿一案。检方指控梅祖恩滥用职权，致使国家遭受重大损失，并非法收受各项财物共计43.01万元。梅祖恩当庭表示认罪、悔罪。

## 6月

### 接受调查
- 6月1日，河北省廊坊市政协副主席、中共廊坊市委统战部部长孙宝水涉嫌严重违纪，接受组织调查。
- 6月1日，吉林省白山市政协党组成员、副主席褚来福涉嫌严重违纪，接受组织调查。
- 6月2日，中共河南省漯河市委常委、常务副市长杨国志涉嫌严重违纪，接受组织调查。
- 6月3日，湖北省鄂州市中级人民法院院长廖天明涉嫌严重违纪，接受组织调查。
- 6月3日，广东省清远市人民政府党组成员、副市长刘柏洪涉嫌严重违纪，接受组织调查。
- 6月3日，河南省漯河市人大常委会党组成员、副主任张军佑涉嫌严重违纪，接受组织调查。
- 6月5日，新疆维吾尔自治区林业厅原党委副书记、厅长艾则孜·克尤木涉嫌严重违纪，接受组织调查。
- 6月5日，中共新疆维吾尔自治区阿勒泰地委委员、阿勒泰市委书记王仕斌涉嫌严重违纪，接受组织调查。
- 6月5日，新疆投资发展（集团）有限责任公司党委副书记、董事、纪委书记王琦涉嫌严重违纪，接受组织调查。
- 6月5日，新疆维吾尔自治区伊犁州人口卫生和计划生育委员会党组书记（副厅长级）、副主任许洪元涉嫌严重违纪，接受组织调查。
- 6月6日，国家开发银行原监事长姚中民涉嫌严重违纪，接受组织调查。
- 6月6日，河南省卫生和计划生育委员会原巡视员夏祖昌涉嫌严重违纪，接受组织调查。
- 6月7日，河北省邯郸市原常务副市长丁英辉涉嫌严重违纪，接受组织调查。
- 6月8日，广东省珠海市政协主席钱芳莉涉嫌严重违纪问题，接受组织调查。
- 6月8日，广西壮族自治区百色市人民政府副市长陶荣铅涉嫌严重违纪，接受组织调查。
- 6月8日，中共重庆市南川区委常委王元开涉嫌严重违纪，接受组织调查。
- 6月8日，河南省公安厅原党委委员、巡视员王德周涉嫌严重违纪，接受组织调查。
- 6月13日，广西壮族自治区桂林市人大常委会副主任蒙永福涉嫌严重违纪，接受组织调查。
- 6月14日，中共新疆维吾尔自治区哈密市委常委、宣传部部长汪江华涉嫌严重违纪，接受组织调查。
- 6月15日，中共河南省焦作市原市委书记孙立坤涉嫌严重违纪，接受组织调查。
- 6月17日，天津市投资促进办公室原巡视员王富强（正局级）涉嫌严重违纪，接受组织调查。
- 6月17日，中共广东省潮州市委副书记、市长卢淳杰涉嫌严重违纪，接受组织调查。
- 6月21日，安徽省蚌埠市人大常委会党组副书记、副主任宋家传涉嫌严重违纪，接受组织调查。
- 6月22日，福建省南平市人民政府党组成员、副市长葛晓华涉嫌严重违纪，接受组织调查。
- 6月24日，中共唐山师范学院党委常委、纪委书记李可君涉嫌严重违纪，接受组织调查。
- 6月24日，中共广东省梅州市委常委、宣传部长周章新因涉嫌严重违纪，接受组织调查。
- 6月27日，四川省阿坝州人民政府党组成员、副州长杨长清涉嫌严重违纪，接受组织调查。
- 6月27日，山东出版集团有限公司党委委员、董事、原副总经理，山东出版传媒股份有限公司原总经理刘强涉嫌严重违纪，接受组织调查。
- 6月27日，安徽省安庆市人民政府党组成员、副市长，市公安局党委书记、局长范先汉涉嫌严重违纪，接受组织调查。
- 6月29日，四川省遂宁市政协党组书记、主席孙志毅涉嫌严重违纪，接受组织调查。

### 党纪处分
- 6月2日，中共重庆市纪委对中石油重庆销售分公司原党委书记、总经理朱明玉严重违纪问题进行了立案审查，决定给予朱明玉开除党籍处分，并移送司法机关处理。
- 6月2日，中共中央纪委对辽宁省人大常委会原党组成员、副主任王阳严重违纪问题进行了立案审查，决定给予王阳开除党籍、开除公职处分；收缴其违纪所得；将其涉嫌犯罪问题、线索及所涉款物移送司法机关处理。
- 6月2日，中共中央纪委对中共河南省委原常委、洛阳市委原书记陈雪枫严重违纪问题进行了立案审查，决定给予陈雪枫开除党籍、开除公职处分；收缴其违纪所得；将其涉嫌犯罪问题、线索及所涉款物移送司法机关依法处理。
- 6月3日，中共黑龙江省纪委对哈尔滨理工大学原党委书记高军严重违纪问题进行了立案审查，决定给予高军开除党籍、开除公职处分；收缴其违纪所得；将其涉嫌犯罪问题、线索及所涉款物移送司法机关处理。
- 6月3日，中共黑龙江省纪委对黑龙江省农村信用社联合社党委委员、副主任张洪德严重违纪问题进行了立案审查，决定给予张洪德开除党籍、开除公职处分；收缴其违纪所得；将其涉嫌犯罪问题、线索及所涉款物移送司法机关处理。
- 6月3日，中共重庆市纪委对市园林局原党组书记、局长余守明严重违纪问题进行了立案审查，决定给予余守明开除党籍处分；经市监察局局长办公会议审议并报市政府批准，决定取消余守明退休待遇。
- 6月6日，中共重庆市纪委对永川区公安局原政委王程严重违纪问题进行了立案审查，决定给予王程开除党籍、开除公职处分。
- 6月6日，中共河北省纪委对石家庄学院原副院长赵丽娟严重违纪问题进行了立案审查，决定给予赵丽娟开除党籍处分；由省监察厅报省政府批准，给予其行政开除处分；将其涉嫌犯罪问题、线索移送司法机关处理。
- 6月6日，中共河北省纪委对开滦（集团）有限责任公司副总经理蔡念庚严重违纪问题进行了立案审查，决定给予蔡念庚开除党籍处分；由省监察厅报省政府批准，给予其行政开除处分；将其涉嫌犯罪问题、线索和所涉款物移送司法机关处理。
- 6月7日，中共山东省纪委对济南市政协副秘书长、机关党组成员田庄严重违纪问题进行了立案审查，决定给予田庄开除党籍、开除公职处分；收缴其违纪所得；将其涉嫌犯罪问题、线索及所涉款物移送司法机关处理。
- 6月7日，中共重庆市纪委对重庆金融资产交易所有限责任公司原总裁罗得志严重违纪问题进行了立案审查，决定给予罗得志开除党籍、开除公职处分。
- 6月12日，中共山东省纪委对东营市政协党组成员、副主席韩吉顺严重违纪问题进行了立案审查，决定给予韩吉顺开除党籍、开除公职处分；将其涉嫌犯罪问题、线索及所涉款物移送司法机关处理。
- 6月12日，中共湖北省纪委对湖北省农垦事业管理局原党组成员、原副局长胡超严重违纪问题进行了立案审查，决定给予胡超开除党籍处分；收缴其违纪所得；由湖北省监察厅报请湖北省政府批准，给予其行政开除处分；将其涉嫌犯罪问题移送司法机关处理。
- 6月12日，中共湖北省纪委对湖北省科学技术协会原党组成员、原副主席冯芊严重违纪问题进行了立案审查,决定给予冯芊开除党籍、开除公职处分；将其涉嫌犯罪问题及线索移送司法机关处理。
- 6月13日，中共重庆市纪委对重庆机电控股（集团）公司原党委委员、副总经理廖绍华严重违纪问题进行了立案审查，决定给予廖绍华开除党籍、开除公职处分。
- 6月14日，中共广东省广州市纪委对广州市人大城建环资工委原主任、广州市城市管理委员会原主任李廷贵严重违纪问题进行了立案审查，决定给予李廷贵开除党籍处分；经市监察局局长办公会议审议并报市政府批准，决定给予李廷贵行政开除处分；将其涉嫌犯罪问题及线索移送司法机关处理。
- 6月17日，中共重庆市纪委对潼南区政府原党组成员、副区长代重久严重违纪问题进行了立案审查，决定给予代重久开除党籍处分；由市监察局报市政府批准，给予其开除公职处分；将其涉嫌犯罪问题及线索移送司法机关处理。
- 6月17日，中共重庆市纪委对合川区政府原副巡视员牟少伦严重违纪问题进行了立案审查，决定给予牟少伦开除党籍处分；由市监察局报市政府批准，给予其开除公职处分；将其涉嫌犯罪问题及线索移送司法机关依法处理。
- 6月20日，中共中央纪委对中共浙江省宁波市原市委副书记、市长卢子跃严重违纪问题进行了立案审查，决定给予卢子跃开除党籍处分；由监察部报国务院批准，给予其开除公职处分；收缴其违纪所得；将其涉嫌犯罪问题、线索及所涉款物移送司法机关处理。
- 6月23日，中共陕西省纪委对陕西省地质矿产勘查开发总公司原党委书记、董事长梁枫严重违纪问题进行了立案审查，决定给予梁枫开除党籍处分；经省政府批准，给予其开除公职处分。
- 6月23日，中共新疆维吾尔自治区纪委对塔城地区党委原委员徐本来严重违纪问题进行了立案审查，决定给予徐本来开除党籍、公职处分；收缴其违纪所得；将其涉嫌违法犯罪问题及线索移送司法机关处理。
- 6月30日，中共湖北省纪委对长江出版传媒股份有限公司党委委员、副总经理华应生的严重违纪问题进行了立案审查，决定给予华应生开除党籍处分；由省监察厅报请省政府批准给予其开除公职处分；将其涉嫌犯罪问题及线索移送司法机关处理。
- 6月30日，中共湖北省纪委对黄石市政府党组成员、副市长刘圣华的严重违纪问题进行了立案审查，决定给予刘圣华开除党籍处分；由省监察厅报请省政府批准给予其开除公职处分；将其涉嫌犯罪问题及线索移送司法机关处理。

### 司法审判
- 6月3日，中共云南省委原副书记仇和涉嫌受贿一案，经最高人民检察院指定，由贵州省人民检察院侦查终结后移送贵州省贵阳市人民检察院审查起诉。近日，贵阳市人民检察院已向贵阳市中级人民法院提起公诉，对仇和以受贿罪追究其刑事责任。
- 6月3日，中共江苏省委原常委、南京市委原书记杨卫泽涉嫌受贿一案，经最高人民检察院指定，由浙江省人民检察院侦查终结后移送浙江省宁波市人民检察院审查起诉。近日，宁波市人民检察院已向宁波市中级人民法院提起公诉，对杨卫泽以受贿罪追究其刑事责任。
- 6月3日，天津市政协原副主席、市公安局原局长武长顺涉嫌贪污、受贿、挪用公款、单位行贿、滥用职权、徇私枉法一案，经最高人民检察院指定，由河北省人民检察院侦查终结后移送河南省郑州市人民检察院审查起诉。近日，河南省郑州市人民检察院已向河南省郑州市中级人民法院提起公诉，对武长顺以贪污罪、受贿罪、挪用公款罪、单位行贿罪、滥用职权罪、徇私枉法罪追究其刑事责任。
- 6月3日，浙江省政协原副主席、党组原副书记斯鑫良涉嫌受贿一案，经最高人民检察院指定，由江西省人民检察院侦查终结后移送江西省九江市人民检察院审查起诉。近日，九江市人民检察院已向九江市中级人民法院提起公诉。对斯鑫良以受贿罪追究其刑事责任。
- 6月3日，国家体育总局原副局长肖天涉嫌受贿一案，经最高人民检察院指定，由河南省人民检察院侦查终结后移送河南省南阳市人民检察院审查起诉。近日，南阳市人民检察院已向南阳市中级人民法院提起公诉。对肖天以受贿罪追究其刑事责任。
- 6月7日，天津市第一中级人民法院一审不公开开庭审理中国人民政治协商会议第十二届全国委员会原副主席、中共中央统战部原部长令计划受贿、非法获取国家秘密、滥用职权案。鉴于令计划案的犯罪事实、证据涉及国家秘密，天津市第一中级人民法院依法决定对该案进行了不公开开庭审理。天津市一中院根据最高人民法院下达的指定管辖决定书受理该案后，组成合议庭，向令计划送达了起诉书副本，同时告知其相关诉讼权利和义务。令计划委托的两位律师多次会见令计划，查阅了全案卷宗。开庭前，法庭召集由公诉人、被告人、辩护人参加的庭前会议，就管辖、回避、庭审方式、是否申请非法证据排除、是否申请证人出庭等与审判有关的问题听取了控辩双方的意见，组织控辩双方进行了庭前证据展示。案件处理过程中，司法机关充分保障了令计划及其辩护人依法享有的各项诉讼权利。开庭审理过程中，法庭围绕起诉指控的事实进行调查，控辩双方进行举证、质证，并对证人进行交叉询问。法庭辩论阶段，控辩双方就起诉指控的犯罪事实、法律适用、量刑等问题充分发表了意见。对令计划辩护人提出的符合事实、于法有据的辩护意见，法庭予以采纳。对公诉机关指控的犯罪事实，令计划当庭表示全部接受，没有意见。
- 6月8日，周永康案相关：湖北省宜昌市中级人民法院一审公开宣判中共中央政治局原常委周永康之妻贾晓晔受贿、利用影响力受贿案，认定被告人贾晓晔犯受贿罪、利用影响力受贿罪，判处有期徒刑9年，并处罚金人民币100万元；对其受贿所得赃款赃物予以追缴，上缴国库。贾晓晔当庭表示服从法庭判决，不上诉。
- 6月15日，周永康案相关：湖北省宜昌市中级人民法院一审公开宣判中共中央政治局原常委周永康之子周滨受贿、利用影响力受贿、非法经营案，认定被告人周滨犯受贿罪，判处有期徒刑13年，并处罚金人民币1.9亿元；犯利用影响力受贿罪，判处有期徒刑8年，并处罚金人民币1.6亿元；犯非法经营罪，判处有期徒刑3年，并处罚金人民币20万元；同时认定，周滨具有自首、坦白、积极退赃、认罪悔罪等法定或酌定从轻处罚情节，决定执行有期徒刑18年，并处罚金人民币3.502亿元。对其违法所得予以追缴，上缴国库。周滨当庭表示服从法庭判决，不上诉。
- 6月16日，河南省安阳市中级人民法院一审公开开庭审理全国人大环境与资源保护委员会原副主任委员、中共云南省委原书记白恩培受贿、巨额财产来源不明案。检察机关指控，白恩培利用其职务上的便利以及职权和地位形成的便利条件，为十七个单位和个人在工程建设、房地产开发、获取矿权及职务晋升等事项上提供帮助，直接或通过其妻非法收受上述单位和人员给予的财物共计折合人民币2.46764511亿元。另以白恩培家庭财产和支出明显超过合法收入，差额特别巨大，且不能说明来源，应以受贿罪、巨额财产来源不明罪追究白恩培的刑事责任。白恩培当庭表示认罪、悔罪。
- 6月17日，江苏省镇江市中级人民法院公开宣判华润电力控股有限公司原执行董事、总裁王玉军受贿、贪污案，数罪并罚，决定执行有期徒刑10年6个月，处罚人民币110万元。
- 6月19日，安徽省芜湖市中级人民法院一审公开开庭审理安徽省地质矿产勘查局原局长李学文涉嫌受贿罪及国有公司、事业单位人员失职罪案。检察机关指控，李学文利用职务上的便利，于2002年至2012年期间，多次非法收受相关业务单位和下属职工给送的财物，共计人民币44.8万元、价值人民币12.2万元的购物卡、购买总价为6.879万元的物品，共计折合人民币63万余元，以及200克老庙“乙酉金条”一根，并为他人谋取利益。庭审中，李学文对于起诉书指控的多项犯罪事实，均予以否认，仅自认少量犯罪事实。公诉机关出示了相关证据，被告人李学文及其辩护人进行了质证，控辩双方充分发表了意见。
- 6月21日，河南省驻马店市中级人民法院一审公开开庭审理河南省农业科学院党委原书记郭鹏亮受贿案。检察机关指控，郭鹏亮利用其职务便利，为河南省黄泛区农场、河南财鑫集团等多个单位和个人提供帮助，直接或间接收受上述单位和人员给予的财物共计逾507.7万元人民币。庭审中，控、辩双方围绕公诉机关指控的犯罪事实进行了举证、质证、辩论。郭鹏亮当庭表示愿意接受法律的公正审判。
- 6月23日，青海省西宁市中级人民法院一审公开开庭审理新疆维吾尔自治区人大常委会原副主任栗智受贿一案。检察机关指控，1996年至2013年，被告人栗智利用其职务上的便利，为有关单位和个人在工程承揽、土地开发、职务晋升等事宜上提供帮助，索取、收受相关人员给予的财物共计人民币1319万余元，应当以受贿罪追究栗智的刑事责任。庭审中，检察机关出示了相关证据，栗智及其辩护人进行了质证，控辩双方充分发表了意见，栗智进行了最后陈述，当庭表示认罪、悔罪。法庭宣布择期宣判。
- 6月27日，北京市第二中级人民法院一审公开开庭审理环境保护部原副部长张力军受贿一案。检察机关指控，1998年至2013年，被告人张力军利用职务上的便利，为他人在产品经销、项目审批、职务升迁、子女就业等方面提供帮助，收受他人给予的财物共计折合人民币242万余元。庭审中，公诉机关出示了相关证据，张力军及其辩护人进行了质证，控辩双方在法庭的主持下充分发表了意见，张力军当庭表示认罪、悔罪。法庭宣布择期宣判。
- 6月30日，吉林省辽源市中级人民法院一审公开开庭审理中共黑龙江省委原常委、大庆市委原书记韩学键受贿一案。检察机关指控：1998年至2014年间，被告人韩学键利用担任职务上的便利，为他人在企业经营、项目建设、职务晋升等事项上谋取利益，直接或者通过其特定关系人非法收受他人给予的财物共计折合人民币1686万余元。庭审中，公诉机关出示了相关证据，韩学键及其辩护人进行了质证，控辩双方在法庭的主持下充分发表了意见，韩学键当庭表示认罪、悔罪。法庭宣布择期宣判。

## 7月

### 接受调查
- 7月4日，湖南省建筑工程集团总公司副总经理刘少兵涉嫌严重违纪，接受组织调查。
- 7月6日，中共四川省达州市委副书记易杰涉嫌严重违纪，接受组织调查。
- 7月7日，广东广弘资产经营有限公司原董事长、党委书记崔河因涉嫌严重违纪，接受组织调查。
- 7月8日，湖南广播电视台党委委员、副台长罗毅涉嫌严重违纪，接受组织调查。
- 7月9日，中央军委纪委公布称根据有关规定，全国人大外事委员会副主任委员、空军原政委田修思（空军上将）涉嫌严重违纪被立案审查。[3]
- 7月13日，河北省廊坊经济技术开发区原工委书记李士祥涉嫌严重违纪，接受组织调查。
- 7月15日，中南林业科技大学原党委副书记、校长周先雁涉嫌严重违纪，接受组织调查。
- 7月16日，中共河南省三门峡市委书记赵海燕涉嫌严重违纪，接受组织调查。
- 7月19日，中共新疆生产建设兵团第九师党委常委、副师长张建雄涉嫌严重违纪，接受组织调查。
- 7月19日，河北省人大财经委副主任委员王义芳涉嫌严重违纪，接受组织调查。
- 7月20日，广西壮族自治区供销合作联社副巡视员彭怀忠涉嫌严重违纪，接受组织调查。
- 7月20日，广西物资集团有限责任公司副总经理沈云伍涉嫌严重违纪，接受组织调查。
- 7月21日，广东省广州市政府副秘书长冯军涉嫌严重违纪，接受组织调查。
- 7月22日，广东省佛山市原副市长宋德平涉嫌严重违纪，接受组织调查。
- 7月29日，中共安徽省合肥市委副书记、市长张庆军涉嫌严重违纪，接受组织调查。

### 党纪处分
- 7月1日，中共湖南省纪委决定对7名省管党员领导干部给予开除党籍处分，名单如下：
  - 决定给予省有色地质勘查局原党组书记、局长王迪生开除党籍处分、并取消其退休费待遇；将其涉嫌犯罪问题及线索移送司法机关处理。
  - 决定给予省政府办公厅原副厅级干部欧爱国开除党籍处分、并取消其退休费待遇；将其涉嫌犯罪问题及线索移送司法机关处理。
  - 决定给予省国土资源厅原副巡视员刘会和开除党籍处分、并取消其退休费待遇；将其涉嫌犯罪问题及线索移送司法机关处理。
  - 决定给予益阳市政府原党组成员、副厅级干部李霖开除党籍、开除公职处分；将其涉嫌犯罪问题及线索移送司法机关处理。
  - 决定给予湖南日报社原党组成员、社务委员薛伯清开除党籍、开除公职处分；将其涉嫌犯罪问题及线索移送司法机关处理。
  - 决定给予中共衡山县县委原书记周建开除党籍、开除公职处分；将其涉嫌犯罪问题及线索移送司法机关处理。
  - 决定给予中共沅江市市委原副书记、市长肖胜利开除党籍、开除公职处分；将其涉嫌犯罪问题及线索移送司法机关处理。
- 7月2日，中共西藏自治区纪委对西藏矿业发展股份有限公司党委副书记、总经理饶琼严重违纪问题进行了立案审查，决定给予饶琼开除党籍处分；由自治区监察厅报自治区人民政府批准，给予其开除公职处分；收缴其违纪所得；将其涉嫌犯罪问题、线索及所涉款物移送司法机关处理。
- 7月5日，中共吉林省纪委对白城市原市委常委、副市长徐建军严重违纪问题进行了立案审查，决定给予徐建军开除党籍处分；由省监察厅报省人民政府批准，给予其开除公职处分；追缴其违纪所得；将其涉嫌犯罪问题及线索移送司法机关处理。
- 7月11日，中共鞍钢集团公司纪委对鞍钢集团公司工程技术发展有限公司原董事长、党委筹建组组长陈国峰（鞍钢集团总经理助理级）严重违纪问题进行了立案审查，经鞍钢集团公司纪委常委会议审议并报鞍钢集团公司党委批准，决定给予陈国峰开除党籍处分；由鞍钢集团公司监察部报鞍钢集团公司批准，给予其行政开除处分。将其涉嫌犯罪问题、线索及所涉款物移送司法机关处理。
- 7月11日，中共河北省纪委对中共秦皇岛市委常委、统战部长李学民严重违纪问题进行了立案审查，决定给予李学民开除党籍、行政撤职处分，降为主任科员。
- 7月11日，中共中央纪委对中国电信集团公司原党组书记、董事长常小兵严重违纪问题进行了立案审查，决定给予常小兵开除党籍处分；由监察部报国务院批准，给予其开除公职处分；收缴其违纪所得；将其涉嫌犯罪问题、线索及所涉款物移送司法机关处理。
- 7月12日，中共河北省纪委对省委委员、省民政厅原党组书记、厅长古怀璞严重违纪问题进行了立案审查，决定给予古怀璞开除党籍处分；经省监察厅厅长办公会议研究并报省政府批准，决定给予古怀璞开除公职处分；收缴其违纪所得；将其涉嫌犯罪问题、线索及所涉款物移送司法机关处理。
- 7月12日，中共海南省纪委对省农业科学院原党委副书记、院长肖邦森严重违纪问题进行了立案审查，决定给予肖邦森开除党籍处分，按照副处级确定退休待遇；收缴其违纪所得。
- 7月12日，中共西藏自治区纪委对自治区国土资源厅党组原副书记、副厅长刘玉超严重违纪问题进行了立案审查，决定给予刘玉超开除党籍处分，取消其退休待遇；将其涉嫌犯罪问题、线索及所涉款物移送司法机关处理。
- 7月18日，中共天津市纪委对天津市教育科学研究院原党委副书记、院长武红军严重违纪问题进行了立案审查，决定给予武红军开除党籍处分；由天津市监察局呈报天津市人民政府批准，给予其开除公职处分；收缴其违纪所得，将其涉嫌犯罪问题及线索、款物移送司法机关处理。
- 7月20日，中共贵州省纪委对贵州省政协社会与法制委员会原主任江建民严重违纪问题进行了立案审查，决定给予江建民开除党籍、开除公职处分，将其涉嫌犯罪问题移送司法机关处理。
- 7月21日，中共海南省纪委对海南海钢集团有限公司原总经理陈斌严重违纪问题进行了立案审查，决定给予陈斌开除党籍、开除公职处分；其涉嫌犯罪问题移送司法机关处理。
- 7月21日，中共海南省纪委对海口市人民政府原副市长李杰严重违纪问题进行了纪律审查，决定给予李杰开除党籍、开除公职处分；其涉嫌犯罪问题由司法机关继续依法处理。
- 7月22日，中共中央纪委对广西壮族自治区政协原党组成员、副主席赖德荣严重违纪问题进行了立案审查，决定给予赖德荣开除党籍、行政撤职处分，降为科员。
- 7月25日，中共中央纪委对中共辽宁省委原常委、政法委原书记苏宏章严重违纪问题进行了立案审查，决定给予苏宏章开除党籍、开除公职处分；收缴其违纪所得；将其涉嫌犯罪问题、线索及所涉款物移送司法机关处理。
- 7月25日，中共河北省纪委对保定市人大常委会原副主任张浩严重违纪问题进行了立案审查，决定给予张浩开除党籍、开除公职处分；收缴其违纪所得；将其涉嫌犯罪问题、线索及所涉款物移送司法机关处理。
- 7月26日，中共中央纪委对四川省政府原党组成员、副省长李成云严重违纪问题进行了立案审查,决定给予李成云开除党籍、开除公职处分；收缴其违纪所得；将其涉嫌犯罪问题、线索及所涉款物移送司法机关处理。
- 7月26日，中共中央纪委对安徽省政府原党组成员、副省长杨振超严重违纪问题进行了立案审查，决定给予杨振超开除党籍处分；由监察部报国务院批准，给予其开除公职处分；收缴其违纪所得；将其涉嫌犯罪问题、线索及所涉款物移送司法机关处理。
- 7月26日，中共河北省纪委对邢台市委原副书记赵常福严重违纪问题进行了立案审查，决定给予赵常福开除党籍、开除公职处分；收缴其违纪所得；将其涉嫌犯罪问题、线索及所涉款物移送司法机关处理。
- 7月27日，中共山东省纪委对山东省商业集团党委委员、副总经理姜升显严重违纪问题进行了立案审查，决定给予姜升显开除党籍处分；由山东省监察厅报山东省政府批准，给予其开除公职处分；收缴其违纪所得；将其涉嫌犯罪问题、线索及所涉款物移送司法机关处理。
- 7月27日，中共湖北省纪委对湖北省质量技术监督局巡视员黄爱国严重违纪问题进行了立案审查，决定给予黄爱国开除党籍处分；由湖北省监察厅报请湖北省政府批准给予其开除公职处分；将其涉嫌犯罪问题及线索移送司法机关处理。
- 7月27日，中共湖北省纪委对中共宜昌市委常委、市政府副市长毛传强严重违纪问题进行了立案审查，决定给予毛传强开除党籍处分；由湖北省监察厅报请湖北省政府批准给予其开除公职处分；将其涉嫌犯罪问题及线索移送司法机关处理。
- 7月27日，中共湖北省纪委对潜江市人大常委会党组书记、主任刘明刚严重违纪问题进行了立案审查，决定给予刘明刚开除党籍、开除公职处分；将其涉嫌犯罪问题及线索移送司法机关处理。
- 7月28日，中共中央纪委对中共山东省济南市原市委副书记、市长杨鲁豫严重违纪问题进行了立案审查，决定给予杨鲁豫开除党籍处分；由监察部报国务院批准，给予其开除公职处分；收缴其违纪所得；将其涉嫌犯罪问题、线索及所涉款物移送司法机关处理。
- 7月28日，中共中央纪委对中共河北省委原常委、政法委原书记张越严重违纪问题进行了立案审查，决定给予张越开除党籍、开除公职处分；收缴其违纪所得；将其涉嫌犯罪问题、线索及所涉款物移送司法机关处理。
- 7月29日，中共陕西省纪委对西安医学院原党委副书记、院长唐俊琪严重违纪问题进行了立案审查，决定给予唐俊琪留党察看一年处分，并将其退休待遇由正厅级降为副厅级。
- 7月29日，中共河北省纪委对开滦（集团）有限责任公司副总经理吴爱民严重违纪问题进行了立案审查，给予吴爱民开除党籍处分；经省监察厅厅长办公会议研究决定，给予吴爱民开除公职处分；收缴其违纪所得；将其涉嫌犯罪问题、线索及所涉款物移送司法机关处理。

### 司法审判
- 7月4日，天津市第一中级人民法院依法对中国人民政治协商会议第十二届全国委员会原副主席、中共中央统战部原部长令计划受贿、非法获取国家秘密、滥用职权案进行了一审宣判，认定令计划犯受贿罪，判处无期徒刑，剥夺政治权利终身，并处没收个人全部财产；犯非法获取国家秘密罪，判处有期徒刑五年；犯滥用职权罪，判处有期徒刑四年，决定执行无期徒刑，剥夺政治权利终身，并处没收个人全部财产。令计划当庭表示服从判决，不上诉。天津市第一中级人民法院经审理认为，令计划受贿数额特别巨大；非法获取大量国家秘密，犯罪情节严重；滥用职权，造成特别恶劣的社会影响，犯罪情节特别严重。但鉴于其案发后能如实供述自己的罪行，有认罪悔罪表现等法定、酌定从轻处罚情节，依法可从轻处罚。根据令计划犯罪的事实、性质、情节和对于社会的危害程度，法庭依法作出上述判决。令计划当庭表示接受全部指控，服从判决。
- 7月6日，新疆维吾尔自治区乌鲁木齐市中级人民法院对新疆日报社原党委书记、总编辑、副社长赵新尉进行了一审判决，以受贿罪判处其有期徒刑7年，并处罚金40万元；赵新尉犯罪所得已扣押现金人民币22万元及扣押赃物佳能照相机、镜头予以没收，不足部分继续予以追缴。法院审理认为，赵新尉身为国家工作人员，利用职务之便，为他人牟取利益，多次收受他人贿赂合计191.8万余元，数额巨大，其行为已构成受贿罪。案件审理中，赵新尉对公诉机关指控的两起事实过程无异议，对部分指控内容依法进行了充分辩解。
- 7月6日，山东省淄博市中级人民法院一审公开开庭审理了河南省人大常委会原副主任秦玉海受贿案。检察机关起诉指控：2001年至2013年，被告人秦玉海利用其职务上的便利，为38家单位或个人在企业收购、职务晋升、车辆年审等方面提供帮助，直接或通过特定关系人非法收受上述单位或个人给予的财物共计折合人民币2086万余元。庭审中，公诉机关出示了相关证据，秦玉海及其辩护人进行了质证，控辩双方在法庭的主持下充分发表了意见，秦玉海当庭表示认罪、悔罪。法庭宣布择期宣判。
- 7月6日，湖南省邵阳市中级人民法院一审公开开庭审理了中国石油天然气股份有限公司湖南销售分公司原总经理、党委副书记徐国才受贿案。徐国才被控受贿2200余万元。检察机关指控，2005年5月至2012年12月，被告人徐国才利用职务上的便利，在公务用车租赁、加油站开发建设、油库建设等方面为李某某、王某某、杨某某、刘某、滕某某、关某某、龚某某(均另案处理)等人谋取利益，单独或通过其妻张某某、其女婿祁某某(均另案处理)收受李某某、王某某等人的人民币、美元、港币、别墅、车辆、皮衣等贿赂，合计折合人民币2200余万元。法庭上，检察机关出示了有关证据，被告人徐国才及其辩护人进行了质证，控辩双方充分发表了意见。法庭宣布择期宣判。
- 7月8日，周永康案相关：湖北省宜昌市中级人民法院一审公开宣判曹永正非法转让、倒卖土地使用权、行贿案，认定被告人曹永正犯非法转让、倒卖土地使用权罪、行贿罪，数罪并罚，判处有期徒刑7年，并处罚金人民币7300万元。曹永正当庭表示服从法庭判决、不上诉。
- 7月12日，北京市第三中级人民法院一审以受贿罪判处北京市朝阳区孙河乡原党委书记纪海义无期徒刑，剥夺政治权利终身。法院认定，纪海义利用职权在工程项目、公司经营、拆迁腾退补偿等方面为他人提供帮助，单独或者伙同情妇李某、儿子纪某某收受葛某等11人给予的款物共计人民币5932万余元。
- 7月13日，陕西省西安市中级人民法院一审公开开庭审理了甘肃省人大常委会原副主任陆武成受贿案。检察机关起诉指控：2007年至2014年，被告人陆武成利用其职务上的便利，为有关单位和个人在项目开发、规划审批、职务晋升等事宜上提供帮助，收受相关人员给予的财物共计折合人民币1626万余元，应当以受贿罪追究陆武成的刑事责任。庭审中，公诉机关出示了相关证据，陆武成及其辩护人进行了质证，控辩双方充分发表了意见，陆武成进行了最后陈述，当庭表示认罪、悔罪。法庭宣布择期宣判。
- 7月13日，江西省吉安市中级人民法院对江西东华理工大学原校长刘庆成受贿案进行了一审宣判，以受贿罪判处被告人刘庆成有期徒刑15年，并处罚金人民币100万元。
- 7月14日，云南省文山壮族苗族自治州中级人民法院一审公开开庭审理中共云南省委宣传部原常务副部长杨文虎涉嫌受贿案。
- 7月21日，辽宁省鞍山市中级人民法院一审公开开庭审理了中共河北省委原常委、组织部部长梁滨受贿一案。检察机关起诉指控：2004年至2014年，被告人梁滨利用其职务上的便利，为山西省建筑设计研究院原院长赵友亭、山西宝洁房地产开发有限公司等个人和单位，在职务晋升、房地产开发等事项上提供帮助，直接或者通过其妻李晓霖非法收受赵友亭、程腊生等15人给予的财物，共计折合人民币557万余元。庭审中，公诉机关出示了相关证据，梁滨及其辩护人进行了质证，控辩双方在法庭的主持下充分发表了意见，梁滨还进行了最后陈述，并当庭表示认罪、悔罪。法庭宣布择期宣判。
- 7月21日，广东省高级人民法院以犯受贿罪判处广州日报社原社长戴玉庆有期徒刑11年，并处没收个人财产人民币50万元。
- 7月22日，安徽省马鞍山市中级人民法院对中共淮南市委原书记方西屏受贿、滥用职权案进行了二审宣判。方西屏因犯受贿罪、滥用职权罪，被一审法院判处有期徒刑十二年六个月，并处罚金人民币325万元。公诉机关认为，被告人方西屏在担任中共池州市委副书记、市长、安徽省商务厅党组书记、厅长期间，伙同他人或单独收受他人财物共计价值人民币3174.094万元，数额特别巨大；滥用职权，致使公共财产遭受重大损失共计人民币3947.4977万元，情节特别严重。宣判后，被告人方西屏当庭表示不上诉。
- 7月22日，广州市中级人民法院对从化市鳌头镇政府经济发展办公室原副主任梁伟强贪污案作出一审判决，梁伟强被判处死刑，缓期二年执行。法院认定，梁伟强在担任鳌头镇政府经济发展办主任期间曾因受贿15万元而被判处有期徒刑2年，缓刑3年，缓刑考验期间未被开除公职，又伙同他人侵吞征地补偿款4060万余元，应从重处罚。
- 7月25日，军事法院依法对中共中央政治局原委员、中央军委原副主席郭伯雄受贿案进行了一审宣判，认定郭伯雄犯受贿罪，判处无期徒刑，剥夺政治权利终身，并处没收个人全部财产，追缴的赃款赃物上缴国库，剥夺上将军衔。庭审中，法庭围绕起诉指控的事实进行了调查，控辩双方进行了举证、质证，郭伯雄对指控的受贿犯罪事实供认不讳，表示认罪悔罪，辩护律师充分发表了辩护意见。宣判后，郭伯雄当庭表示服从法院判决，不上诉。
- 7月28日，辽宁省沈阳市中级人民法院一审公开开庭审理了黑龙江省人大常委会原副主任、黑龙江省农垦总局原党委书记隋凤富受贿一案。检察机关起诉指控：2003年1月至2014年初，被告人隋凤富利用其职务上的便利，为隋凤金、李云生等单位和个人在工程承揽、项目审批、产品推广、职务晋升、工作调动等事项上提供帮助，本人直接或通过妻子邓永琴等人非法收受上述人员给予的财物共计折合人民币1044万余元。庭审中，公诉机关出示了相关证据，隋凤富及其辩护人进行了质证，控辩双方在法庭的主持下充分发表了意见，隋凤富还进行了最后陈述，并当庭表示认罪、悔罪。法庭宣布择期宣判。

## 8月

### 接受调查
- 8月1日，山东省淄博市政协党组成员、副主席王修德涉嫌严重违纪，接受组织调查。
- 8月1日，宁夏回族自治区卫生和计划生育委员会党组成员王炜涉嫌严重违纪，接受组织调查。
- 8月2日，河南省商丘市人民政府副市长、公安局长许大刚涉嫌严重违纪，接受组织调查。
- 8月2日，河南省平顶山市政协副主席丁少青涉嫌严重违纪，接受组织调查。
- 8月3日，山东省文化厅党组成员，山东省文物局党组书记、局长谢治秀涉嫌严重违纪，接受组织调查。
- 8月3日，中共广西壮族自治区玉林市委常委、统战部部长麦承标涉嫌严重违纪，接受组织调查。
- 8月7日，宁夏回族自治区中卫市政府党组成员、副市长左新波涉嫌严重违纪，接受组织调查。
- 8月8日，河北省卫生和计划生育委员会党组成员、副主任朱会宾涉嫌严重违纪，接受组织调查。
- 8月9日，四川省巴中市人民政府副市长、市公安局局长左敬军涉嫌严重违纪，接受组织调查。
- 8月10日，黑龙江省扶贫开发领导小组办公室党组成员、纪检组长景泽宇涉嫌严重违纪，接受组织调查。
- 8月10日，福建省厦门市工商行政管理局原党组书记、局长王和平（副厅级，已退休）涉嫌严重违纪，接受组织调查。
- 8月11日，山东省枣庄市政府党组成员、副市长张鲁军涉嫌严重违纪，接受组织调查。
- 8月12日，江西省能源集团公司党委副书记、安源煤业集团股份有限公司总经理胡运生涉嫌严重违纪，接受组织调查。
- 8月12日，政协江西省第十一届委员会常务委员、教科文卫体委员会副主任郜海镭涉嫌严重违纪，接受组织调查。
- 8月15日，广西壮族自治区南宁市政协党组副书记容康社涉嫌严重违纪，接受组织调查。
- 8月16日，政协天津市红桥区委员会副主席杨茂顺（副局级）涉嫌严重违纪，接受组织调查。
- 8月16日，海南省发展控股有限公司党委书记、董事长刘明贵涉嫌严重违纪，接受组织调查。
- 8月17日，辽宁省沈阳市政府原副市长祁鸣涉嫌严重违纪，接受组织调查。
- 8月17日，中共辽宁省铁岭市委原书记吴野松涉嫌严重违纪，接受组织调查。
- 8月19日，中共江西省九江市委常委黄斌涉嫌严重违纪，接受组织调查。
- 8月22日，天津市副市长尹海林涉嫌严重违纪，接受组织调查。
- 8月22日，核工业西南物理研究院党委常委、副院长、成都理工大学工程技术学院院长赵成荣涉嫌严重违纪，接受组织调查。
- 8月22日，中共福建省厦门市委常委、副市长郑云峰涉嫌严重违纪，接受组织调查。
- 8月22日，四川省内江市人民检察院检察长钟长鸣涉嫌严重违纪，接受组织调查。
- 8月23日，山东省临沂市政协党组成员、副主席李作良涉嫌严重违纪，接受组织调查。
- 8月24日，环保部华北督查中心原巡视员王赣江涉嫌严重违纪，接受组织调查。
- 8月25日，西藏甘露藏药股份有限公司董事长贡嘎罗布涉嫌严重违纪，接受组织调查。
- 8月26日，新疆维吾尔自治区国土资源厅党组成员，自治区地质矿产勘查开发局党组副书记、局长曾小刚涉嫌严重违纪，接受组织调查。
- 8月30日，天津市滨海新区国有资产监督管理委员会主任张彬（副局级）涉嫌严重违纪，接受组织调查。

### 党纪处分
- 8月4日，中共湖南省纪委决定对5名省管党员领导干部给予开除党籍、开除公职处分，名单如下：
  - 决定给予第十届中共湖南省委原委员、省委副秘书长马勇开除党籍处分，终止其中共十八大代表、湖南省第十次党代会代表资格；决定给予其开除公职处分，已将其涉嫌犯罪问题及线索移送司法机关处理。
  - 决定给予中共常德市委原常委、副市长卢武福卢武福开除党籍、开除公职处分，将其涉嫌犯罪问题及线索移送司法机关处理。
  - 决定给予湖南日报报业集团（湖南日报社）原党组副书记、社务委员、总经理皮林开除党籍、开除公职处分，将其涉嫌犯罪问题及线索移送司法机关处理。
  - 决定给予郴州市人大原副主任李向阳开除党籍、开除公职处分，将其涉嫌犯罪问题及线索移送司法机关处理。
  - 决定给予湖南煤业集团原党委书记、董事长覃道雄开除党籍、开除公职处分，将其涉嫌犯罪问题及线索移送司法机关处理。
- 8月4日，中共江西省纪委对江西稀有金属钨业控股集团有限公司（简称江钨控股集团）党委委员、副总经理崔源发严重违纪问题进行了立案审查，决定给予崔源发开除党籍处分；由省国资委给予崔源发开除公职处分；收缴其违纪所得上交财政；将其涉嫌犯罪的问题、线索移送司法机关处理。
- 8月5日，中共广东省纪委对省人大原常委、省人大财经委原主任委员陈家记严重违纪问题进行了立案审查，决定给予陈家记开除党籍、开除公职处分；收缴其违纪所得；将其涉嫌犯罪问题及线索移送司法机关依法处理。
- 8月5日，中共广西壮族自治区纪委对中共贵港市委原常委、贵港市政府原常务副市长黄志光涉嫌严重违纪问题进行立案审查，决定给予黄志光开除党籍处分、开除公职处分，收缴其违纪所得，将其涉嫌犯罪问题及线索移送司法机关处理。
- 8月5日，中共广西壮族自治区纪委对中共桂平市委原书记杨评防（副厅级）严重违纪问题进行立案审查，决定给予杨评防开除党籍、开除公职处分，将其涉嫌犯罪问题及线索移送司法机关处理。
- 8月5日，中共广西壮族自治区纪委对自治区公安厅原副巡视员韦宁贤严重违纪问题进行了立案审查，决定给予韦宁贤开除党籍处分、取消其退休待遇；收缴其违纪所得，将其涉嫌犯罪问题及线索移送司法机关处理。
- 8月9日，中共山东省纪委对青岛市政协党组成员、副主席李学海严重违纪问题进行了立案审查，决定给予李学海开除党籍、开除公职处分；收缴其违纪所得；将其涉嫌犯罪问题、线索及所涉款物移送司法机关处理。
- 8月10日，中共甘肃省纪委对省林业厅原党组成员、省绿化委员会办公室原副主任陈浩文严重违纪问题进行了立案审查，决定给予陈浩文开除党籍处分；由省监察厅报省政府批准，给予其行政开除处分；收缴其违纪所得；将其涉嫌犯罪问题、线索及所涉款物移送司法机关处理。
- 8月10日，中共中央纪委对第十八届中央委员，第十二届全国人大教育科学文化卫生委员会原副主任委员、辽宁省委原书记王珉严重违纪问题进行了立案审查，决定给予王珉开除党籍、开除公职处分；收缴其违纪所得；将其涉嫌犯罪问题、线索及所涉款物移送司法机关处理。
- 8月12日，中共广东省纪委对广物控股集团有限公司原党委委员、副总经理艾启洪严重违纪问题进行了立案审查，决定给予艾启洪开除党籍处分；经省监察厅厅长办公会议审议，决定给予其开除公职处分；收缴其违纪所得；将其涉嫌犯罪问题、线索及所涉款物移送司法机关处理。
- 8月24日，中共天津市纪委对蓟县原人大常委会副主任、许家台镇党委书记卢旺严重违纪问题进行了立案审查，决定给予卢旺开除党籍、开除公职处分；收缴其违纪所得；将其涉嫌犯罪问题及线索、款物移送司法机关处理。
- 8月24日，中共海南省纪委对省人力资源和社会保障厅原党组成员，省人力资源开发局原党组书记、局长林志向，省人力资源开发局职业技能鉴定处原处长张喜文、综合处原处长黄运昌3人严重违纪问题进行了立案审查，决定给予林志向留党察看二年处分，按照正处级确定退休待遇；给予张喜文、黄运昌留党察看一年处分。
- 8月25日，中共河北省纪委对唐山师范学院纪委原书记李可君严重违纪问题进行了立案审查，决定给予李可君开除党籍、开除公职处分；将其涉嫌犯罪问题、线索移送司法机关处理。
- 8月26日，中共中央纪委对辽宁省人大常委会副主任郑玉焯严重违纪问题进行了立案审查，决定给予郑玉焯开除党籍、开除公职处分；将其涉嫌犯罪问题及所涉款物移送司法机关处理。
- 8月26日，中共河北省纪委对廊坊市政协原副主席孙宝水严重违纪问题进行了立案审查，决定给予孙宝水开除党籍、开除公职处分；收缴其违纪所得；将其涉嫌犯罪问题、线索及所涉款物移送司法机关处理。
- 8月26日，中共河北省纪委对河北建材职业技术学院原党委书记李竹林严重违纪问题进行了立案审查，决定给予李竹林开除党籍处分；将其涉嫌犯罪问题、线索及所涉款物移送司法机关处理。
- 8月26日，中共广东省纪委对省旅游控股集团有限公司原党委副书记、董事长姚小平严重违纪问题进行了立案审查，决定给予姚小平开除党籍处分；由省监察厅报省政府批准，给予其开除公职处分；收缴其违纪所得；将其涉嫌犯罪问题及线索移送司法机关处理。
- 8月26日，中共中央纪委对国家统计局原党组书记、局长王保安严重违纪问题进行了立案审查，决定给予王保安开除党籍处分；由监察部报国务院批准，给予其开除公职处分；收缴其违纪所得；将其涉嫌犯罪问题、线索及所涉款物移送司法机关处理。
- 8月29日，中共天津市纪委对3名局级领导干部严重违纪问题进行了立案审查，处分如下：
  - 决定给予河西区人大常委会副主任、党组成员王炜留党察看二年、撤职处分，撤销其副局级职级，按主任科员安排工作。
  - 决定给予和平区人大常委会原主任季新国开除党籍处分，将其退休工资待遇由正局级降为正科级。
  - 决定给予红桥区委原常委、公安红桥分局原局长刘克建留党察看一年处分。
- 8月29日，中共江西省纪委对4名省管党员领导干部违纪问题作出纪律处分，处分如下：
  - 决定给予江西省出资监管企业监事会原主席李中煜撤销党内职务、行政撤职，降为副调研员处分
  - 决定给予南昌市政协副主席辛利杰撤销党内职务、行政撤职处分
  - 决定给予江西省国资委副主任李键党内严重警告处分，按程序免去其省国资委副主任职务
  - 决定给予宜黄县原县长毛宗保撤销党内职务、行政撤职，降为主任科员处分

### 司法审判
- 8月2日，安徽省安庆市中级人民法院对安徽省旅游局原局长胡学凡涉嫌受贿案进行了一审宣判，以受贿罪判处被告人胡学凡有期徒刑12年。
- 8月3日，浙江省宁波市中级人民法院一审公开开庭审理了中共江苏省委原常委、南京市委原书记杨卫泽受贿一案。检察机关指控：2005年至2014年，被告人杨卫泽利用职务上的便利，为赵晋实际控制的多家房地产公司、江苏三房巷集团有限公司等单位和个人在房地产开发、职务晋升等事项上提供帮助，直接或通过其妻非法收受上述单位和个人给予的财物共计折合人民币1643.4643万元。依法应以受贿罪追究杨卫泽的刑事责任。庭审中，检察机关出示了相关证据，杨卫泽及其辩护人进行了质证，控辩双方充分发表了意见，杨卫泽进行了最后陈述，当庭表示认罪悔罪。法庭宣布择期宣判。
- 8月17日，安徽省合肥市中级人民法院对合肥市蜀山区原副区长梅国胜受贿案一审宣判，认定梅国胜犯受贿罪，判处其有期徒刑4年，处罚金30万元。
- 8月17日，江苏省南京市中级人民法院对华润集团原党委委员、副总经理蒋伟受贿案作出一审判决，以受贿罪判处被告人蒋伟有期徒刑八年，并处罚金人民币一百万元。审判机关经审理查明，2007年至2013年间，被告人蒋伟利用职务便利，在企业经营、业务往来过程中为他人谋取利益，先后收受他人给予的财物，共计折合人民币286万余元。审判机关审理认为，被告人蒋伟身为国家工作人员，利用职务便利，收受他人财物，为他人谋取利益，其行为已构成受贿罪，且数额巨大。被告人蒋伟归案后主动交代办案机关尚未掌握的部分受贿犯罪事实，具有坦白情节，认罪、悔罪，并退缴了全部赃款赃物，依法从轻处罚。依照刑法及相关司法解释的规定，作出上述判决。蒋伟当庭表示服判不上诉。
- 8月18日，江西省九江市中级人民法院一审公开开庭审理了浙江省政协原副主席斯鑫良受贿案。检察机关指控：2001年至2014年，被告人斯鑫良利用其职务上的便利，为14家单位或个人在承接工程、职务晋升等事项上谋取利益，本人或通过其妻子非法收受他人给予的财物，共计折合人民币1955万余元。庭审中，公诉机关出示了相关证据，斯鑫良及其辩护人进行了质证，控辩双方在法庭的主持下充分发表了意见，斯鑫良还进行了最后陈述，并当庭表示认罪、悔罪。法庭宣布择期宣判。
- 8月19日，湖南省郴州市中级人民法院判处对中共湖南省益阳市委原书记马勇受贿、滥用职权案一审宣判，被告人马勇犯受贿罪，判处有期徒刑10年，并处没收个人财产人民币100万元；犯滥用职权罪，判处有期徒刑4年；数罪并罚，决定执行有期徒刑12年，并处没收个人财产人民币100万元。被告人马勇犯罪所得折合人民币共计368万余元，予以没收，上缴国库。审判机关审理查明，被告人马勇自2007年至2013年期间，利用职务之便，单独或共同收受他人给予的人民币91万元、美元12.3万元、港币38万元、欧元1万元、4708.33克黄金、一块伯爵牌白色女式手表、一对雷达牌白色情侣手表。审判机关认为，马勇身为国家工作人员，接受他人请托，利用职务便利，为相关单位和个人谋取利益，收受财物，数额特别巨大；滥用职权，违规返还土地出让金，致使国家财产遭受重大损失，情节特别严重，据此作出上述判决。
- 8月25日，贵州省贵阳市中级人民法院一审公开开庭审理了中共云南省委原副书记仇和受贿一案。检察机关起诉指控：2008年至2015年，被告人仇和利用职务上的便利及职权和地位形成的便利条件，为他人在项目推进、银行贷款、工作调整等事项上提供帮助，非法收受、索取刘卫高等13人财物，共计折合人民币2433万余元。庭审中，公诉机关出示了相关证据，仇和及其辩护人进行了质证，控辩双方在法庭的主持下充分发表了意见，仇和还进行了最后陈述，并当庭表示认罪、悔罪。法庭宣布择期宣判。
- 8月25日，陕西省铜川市中级人民法院一审公开开庭审理了陕西省渭南市人民政府原副市长袁军晓受贿一案。检察机关指控：2005年至2012年，被告人袁军晓利用其职务上的便利，为有关个人在职务晋升等事宜上提供帮助，先后收受、索取相关人员给予的人民币171万元、美金3万元、价值9.11万元的手表一只和价值1.58万元的金条一块。其行为已构成受贿罪，应依法追究其刑事责任。案发后，被告人袁军晓能如实交代自己的犯罪事实，并在组织调查期间能主动交代组织尚未掌握的违法违纪事实。被告人袁军晓的亲属主动将违法违纪所得全部退缴。庭审中，检察机关出示了相关证据，袁军晓及其辩护人进行了质证，控辩双方充分发表了意见，袁军晓进行了最后陈述，当庭表示认罪、悔罪。法庭宣布择期宣判。
- 8月26日，山东省泰安市中级人民法院对山东省菏泽市原副市长刘国生受贿一案进行了公开宣判。审判机关经审理查明，2007年至2014年，被告人刘国生利用职务便利，为相关公司或人员在办理用地手续、承揽公务接待业务、争取招商引资项目扶持资金、承揽道路绿化工程等方面谋取利益，向他人索取、非法收受现金、购物卡，共计人民币210万元。法院认为，被告人刘国生身为国家工作人员，利用职务上的便利，索取或者非法收受他人财物，为他人谋取利益，数额巨大，其行为已构成受贿罪。刘国生具有坦白情节，认罪态度较好，有悔罪表现，其亲属自愿退赃，可依法对其从轻处罚。根据被告人刘国生犯罪的事实、性质、情节及对社会的危害程度，以被告人刘国生犯受贿罪，判处有期徒刑八年，并处罚金人民币六十万元。

## 9月

### 接受调查
- 9月1日，四川省环境保护厅党组成员、副厅长杨雪鸿涉嫌严重违纪，接受组织调查。
- 9月1日，河南省济源市人大常委会原党组副书记、副主任郭茹涉嫌严重违纪，接受组织调查。
- 9月2日，中共辽宁省大连市委常委、常务副市长曹爱华涉嫌严重违纪，接受组织调查。
- 9月3日，重庆市九龙坡区人大常委会原党组书记、主任潘平涉嫌严重违纪，接受组织调查。
- 9月6日，中共四川省内江市委原书记杨松柏涉嫌严重违纪，接受组织调查。
- 9月7日，中共四川省内江市委原副书记周勇涉嫌严重违纪，接受组织调查。
- 9月8日，上海仪电（集团）有限公司监事会主席李耀新涉嫌严重违纪，接受组织调查。
- 9月9日，湖南外贸职业学院党委书记屈孝初涉嫌严重违纪，接受组织调查。
- 9月9日，河北省邯郸市冀南新区党工委书记兼管委会主任、中共磁县县委书记张晓波涉嫌严重违纪，接受组织调查。
- 9月10日，中共天津市委代理书记、市长黄兴国涉嫌严重违纪，接受组织调查。
- 9月14日，湘电集团有限公司原党委书记、董事长周建雄涉嫌严重违纪，接受组织调查。
- 9月14日，湘电集团有限公司原党委副书记、董事马甄拔涉嫌严重违纪，接受组织调查。
- 9月18日，四川省绵阳市政府原副市长赵琪涉嫌严重违纪，接受组织调查。
- 9月20日，山东行政学院党委书记高玉清涉嫌严重违纪，接受组织调查。
- 9月21日，中共贵州省毕节市委常委、副市长罗建强涉嫌严重违纪，接受组织调查。
- 9月22日，新疆维吾尔自治区吐鲁番市政协党组书记、主席张文强涉嫌严重违纪，接受组织调查。
- 9月23日，辽宁省人大常委会原委员、抚顺矿业集团有限公司原董事长、总经理尹亮涉嫌严重违纪，接受组织调查。
- 9月28日，河钢集团有限公司副总经理、党委常委王洪仁涉嫌严重违纪，接受组织调查。
- 9月29日，中共山东省济宁市委党校党委书记、常务副校长张晓玉（副厅级）涉嫌严重违纪，接受组织调查。
- 9月29日，河南大学党委委员、副校长刘东亮涉嫌严重违纪，接受组织调查。
- 9月29日，新疆社会科学院党委委员、副院长阿不都热扎克·沙依木涉嫌严重违纪，接受组织调查。
- 9月30日，中共广东省湛江市委常委、市政府党组成员吴建林涉嫌严重违纪，接受组织调查。

### 党纪处分
- 9月1日，中共天津市纪委对中共天津市委委员、津南区委原书记吕福春严重违纪问题进行了立案审查，决定给予吕福春开除党籍、开除公职处分，终止其中共十八大代表资格；收缴其违纪所得；将其涉嫌犯罪问题及线索、款物移送司法机关处理。
- 9月1日，中共天津市纪委对天津市投资促进办公室原巡视员王富强（正局级）严重违纪问题进行了立案审查，决定给予王富强开除党籍处分；收缴其违纪所得；将其涉嫌犯罪问题及线索、款物移送司法机关处理。
- 9月1日，中共新疆生产建设兵团纪委对兵团第九师党委常委、副师长张建雄严重违纪违法问题进行了立案审查，决定给予张建雄开除党籍和开除公职处分，其涉嫌犯罪问题及线索已移送司法机关处理。
- 9月2日，中共湖南省纪委对湖南日报社原党组成员、社务委员刘树林严重违纪问题进行了立案审查，决定给予刘树林开除党籍、开除公职处分，将其涉嫌犯罪问题及线索移送司法机关处理。
- 9月2日，中共广东省广州市纪委对广州南沙经济技术开发区管委会党工委委员、副主任段险峰涉嫌严重违纪问题进行了立案审查，决定给予段险峰开除党籍处分；由市监察局报市政府批准给予其开除公职处分；收缴其违纪所得；将其涉嫌犯罪问题及线索移送司法机关处理。
- 9月5日，中共湖北省纪委对中共湖北省委委员、省司法厅原党委委员、原副厅长鲁志宏的严重违纪问题进行了立案审查，决定给予鲁志宏开除党籍处分，待召开湖北省委全体会议时予以追认；经湖北省监察厅厅长办公会议审议并报湖北省政府批准，决定给予其开除公职处分；将其涉嫌犯罪问题及线索移送司法机关处理。
- 9月5日，中共山西省纪委对山西省新闻出版广电局原党组书记、局长齐峰严重违纪问题进行了立案审查，决定给予齐峰开除党籍处分；经省监察厅研究并报省人民政府批准，决定给予齐峰开除公职处分；收缴其违纪所得。将其涉嫌犯罪问题、线索及所涉款物移送司法机关处理。
- 9月5日，中共吉林省纪委对白山市政协原党组成员、副主席褚来福严重违纪问题进行了立案审查，决定给予褚来福开除党籍、开除公职处分；收缴其违纪所得；将其涉嫌犯罪问题及线索移送司法机关处理。
- 9月5日，中共贵州省纪委对黔南州政协原党组书记、主席高金林严重违纪问题进行了立案审查，决定给予高金林开除党籍、开除公职处分；将其涉嫌犯罪问题、线索移送司法机关处理。
- 9月5日，中共陕西省纪委对中共陕西省委委员、省国土资源厅原厅长王登记严重违纪问题进行了立案审查，决定给予王登记开除党籍处分；经省监察厅厅长办公会议研究并报省政府批准，给予其行政开除处分。
- 9月7日，中共湖北省纪委对鄂州市中级人民法院原党组书记、原院长廖天明严重违纪问题进行了立案审查，决定给予廖天明开除党籍处分；湖北省高级人民法院给予其开除公职处分；将其涉嫌犯罪问题及线索移送司法机关处理。
- 9月8日，中共湖南省纪委对湖南省建筑工程集团总公司党委委员、常务副总经理刘少兵严重违纪问题进行了立案审查，决定给予刘少兵开除党籍、开除公职处分，将其涉嫌犯罪问题及线索移送司法机关处理。
- 9月9日，中共湖北省纪委对十堰市经济开发区管委会原党委书记、原主任，十堰市原副厅级干部王旋的严重违纪问题进行了立案审查，决定给予王旋开除党籍处分；经省监察厅厅长办公会议审议并报省政府批准，决定取消其全部退休待遇；将其涉嫌犯罪问题及线索移送司法机关处理。
- 9月9日，中共广西壮族自治区纪委对广西金融投资集团党委副书记、副总经理刘忠严重违纪问题进行了立案审查，决定给予刘忠开除党籍、开除公职处分；收缴其违纪所得；将其涉嫌犯罪问题及线索移送司法机关处理。给予刘忠开除公职处分由广西壮族自治区监察厅按程序报广西壮族自治区人民政府批准。
- 9月10日，中共新疆维吾尔自治区纪委对自治区林业厅原党委副书记、厅长艾则孜·克尤木严重违纪问题进行了立案审查，决定给予艾则孜·克尤木开除党籍、开除公职处分；收缴其违纪所得；将其涉嫌违法犯罪问题及线索移送司法机关处理。
- 9月10日，中共新疆维吾尔自治区纪委对自治区人民防空办公室原党组成员、副主任臧小军严重违纪问题进行了立案审查，决定给予臧小军开除党籍处分，由自治区监察厅报请自治区政府给予其行政开除处分；收缴其违纪所得；将其涉嫌违法犯罪问题及线索移送司法机关处理。
- 9月14日，中共山西省纪委对阳泉市政府党组成员、副市长郝培亮严重违纪问题进行了立案审查，决定给予郝培亮撤销党内职务处分，并建议给予相应的政纪处分。
- 9月16日，中共新疆维吾尔自治区纪委对哈密市委原常委、宣传部部长汪江华严重违纪问题进行了立案审查，决定给予汪江华开除党籍、公职处分；收缴其违纪所得；将其涉嫌违法犯罪问题及线索移送司法机关处理。
- 9月16日，中共新疆维吾尔自治区纪委对伊犁州人口卫生和计划生育委员会党组原书记、副主任许洪元严重违纪问题进行了立案审查，决定给予许洪元开除党籍、公职处分；收缴其违纪所得；将其涉嫌违法犯罪问题及线索移送司法机关处理。
- 9月18日，中共宁夏回族自治区纪委对银川市政府原党组成员、副市长代荣民违纪问题进行了立案审查，决定给予代荣民开除党籍处分；经自治区监察厅报自治区人民政府批准，给予其行政开除处分；收缴其违纪所得。
- 9月18日，中共新疆维吾尔自治区纪委对阿勒泰地委原委员、阿勒泰市委原书记王仕斌严重违纪问题进行了立案审查，决定给予王仕斌开除党籍、公职处分；收缴其违纪所得；将其涉嫌违法犯罪问题及线索移送司法机关处理。
- 9月18日，中共新疆维吾尔自治区纪委对中国石油西部管道公司原党委委员、副总经理依利·司马义严重违纪问题进行了立案审查，决定给予依利·司马义开除党籍处分，交由中国石油天然气集团公司给予其开除公职处分；收缴其违纪所得；将其涉嫌违法犯罪问题及线索移送司法机关处理。
- 9月23日，中共山东省纪委对山东出版集团有限公司原党委委员、董事刘强严重违纪问题进行了立案审查，决定给予刘强开除党籍处分；由山东省监察厅报山东省政府批准，给予其开除公职处分；收缴其违纪所得；将其涉嫌犯罪问题、线索移送司法机关处理。
- 9月26日，中共宁夏回族自治区纪委对自治区发改委原副主任（已退休）张包平违纪问题进行了立案审查，决定给予张包平开除党籍处分；收缴其违纪所得；将其涉嫌犯罪问题及线索移送司法机关处理。
- 9月26日，中共辽宁省纪委对大连市人大常委会原副主任张军涉嫌严重违纪问题进行了立案审查，决定给予张军开除党籍、开除公职处分；收缴其违纪所得；将其涉嫌犯罪问题、线索以及所涉款物移送司法机关处理。
- 9月26日，中共辽宁省纪委对本溪市原副市级干部杨新华涉嫌严重违纪问题进行了立案审查，决定给予杨新华开除党籍处分，取消其退休待遇；收缴其违纪所得；将其涉嫌犯罪问题、线索以及所涉款物移送司法机关处理。
- 9月28日，中共新疆维吾尔自治区纪委对和田市委原书记陈远华严重违纪问题进行了立案审查，决定给予陈远华开除党籍、公职处分；收缴其违纪所得；将其涉嫌违法犯罪问题及线索移送司法机关处理。
- 9月28日，中共新疆维吾尔自治区纪委对新疆投资发展（集团）有限责任公司党委原副书记、董事、纪委书记王琦严重违纪问题进行了立案审查，决定给予王琦开除党籍处分，由自治区监察厅报请自治区人民政府给予其行政开除处分；收缴其违纪所得；将其涉嫌违法犯罪问题及线索移送司法机关处理。
- 9月29日，中共河北省纪委对廊坊经济技术开发区原工委书记李士祥严重违纪问题进行了立案审查，决定给予李士祥开除党籍处分；将其涉嫌犯罪问题、线索及所涉款物移送司法机关处理。
- 9月29日，中共广西壮族自治区纪委对自治区政协常委、自治区政协经济委员会主任连友农严重违纪问题进行了立案审查，决定给予连友农开除党籍、开除公职处分；将其涉嫌犯罪问题及线索移送司法机关处理。
- 9月30日，中共山西省纪委对山西省煤炭厅原党组成员、副厅长杨茂林严重违纪问题进行了立案审查，决定给予杨茂林开除党籍处分；并建议给予相应的政纪处分。收缴其违纪所得。将其涉嫌犯罪问题、线索及所涉款物移送司法机关处理。
- 9月30日，中共山西省纪委对长治医学院原党委副书记、院长王庸晋严重违纪问题进行了立案审查，决定给予王庸晋开除党籍处分，收缴其违纪所得。将其涉嫌犯罪问题及所涉款物移送司法机关处理。
- 9月30日，中共湖北省纪委对咸宁市政协原副主席骆传勇的严重违纪问题进行了立案审查，决定给予骆传勇开除党籍处分，取消其全部退休待遇；将其涉嫌犯罪问题及线索移送司法机关处理。
- 9月30日，中共湖北省纪委对湖北长江出版传媒集团有限公司原党委副书记，长江出版传媒股份有限公司原党委副书记、原总经理周艺平的严重违纪问题进行了立案审查，决定给予周艺平开除党籍处分；经湖北省监察厅厅长办公会议审议并报湖北省政府批准，决定给予其开除公职处分；将其涉嫌犯罪问题及线索移送司法机关处理。
- 9月30日，中共河北省纪委对衡水市政协副主席刘全会严重违纪问题进行了立案审查，决定给予刘全会留党察看二年、行政撤职处分，降为正处级非领导职务；收缴其违纪所得。
- 9月30日，中共河北省纪委对邯郸市委原常委、市政府原副市长丁英辉严重违纪问题进行了立案审查，决定给予丁英辉开除党籍处分；将其涉嫌犯罪问题、线索和所涉款物移送司法机关处理。
- 9月30日，中共青海省纪委对青海省司法厅原党委书记、厅长王胜德严重违纪问题进行了立案审查，决定给予王胜德开除党籍、开除公职处分；将其涉嫌犯罪问题及所涉款物移送司法机关处理。

### 司法审判
- 9月1日，河南省南阳市中级人民法院一审公开开庭审理了国家体育总局原副局长肖天受贿一案。检察机关指控：1997年至2014年，被告人肖天利用其职务上的便利，或者利用职权和地位形成的便利条件，为有关单位和个人在工程承揽、赛事承办、工作安排、职务晋升等事项上提供帮助，收受相关人员给予的财物共计折合人民币796万余元。应当以受贿罪追究肖天的刑事责任。庭审中，检察机关出示了相关证据，肖天及其辩护人进行了质证，控辩双方充分发表了意见，肖天进行了最后陈述，当庭表示认罪、悔罪。法庭宣布择期宣判。
- 9月7日，山东省东营市中级人民法院对山东省工商行政管理局原党组书记、局长牛启忠受贿案进行了一审公开宣判，认定被告人牛启忠犯受贿罪，判处有期徒刑五年，并处罚金人民币二十万元。审判机关经审理查明：2003年至2013年，被告人牛启忠利用职务上的便利，为他人在企业收购、发展经营、土地出让金减免、提高土地容积率、招投标等方面谋取利益，非法收受或索取陈正德、王刚等6人所送财物，共计人民币85.1005万元、美元6万元，折合人民币132.686万元。审判机关认为，被告人牛启忠身为国家机关工作人员，利用职务上的便利，为他人谋取利益，非法收受或索取他人财物，数额巨大，其行为构成受贿罪。被告人主动交代办案机关尚未掌握的大部分犯罪事实，系坦白，且案发后积极退缴全部赃款赃物，认罪悔罪，对其可从轻处罚。遂依法作出上述判决。被告人当庭表示服从判决，不上诉。
- 9月8日，辽宁省铁岭市中级人民法院一审公开开庭审理了中国铝业公司原总经理孙兆学受贿、巨额财产来源不明一案。检察机关起诉指控：2003年至2013年，被告人孙兆学利用职务上的便利，为上海中项建控股（集团）有限公司、任剑等单位和个人在工程承揽、职务晋升等事项上提供帮助。2005年至2014年，孙兆学直接或者通过其妻张秀霞非法收受上述单位负责人和个人给予的财物，共计折合人民币3881万余元。此外，孙兆学家庭财产、支出明显超过合法收入，其对共计折合人民币968万余元的财产不能说明来源。庭审中，公诉机关出示了相关证据，孙兆学及其辩护人进行了质证，控辩双方在法庭的主持下充分发表了意见，孙兆学还进行了最后陈述，并当庭表示认罪、悔罪。法庭宣布择期宣判。
- 9月8日，湖南省株洲市中级人民法院一审公开开庭审理了中共张家界市委原常委、市人民政府原副市长程丹峰利用影响力受贿一案。程丹峰当庭表示，对检方指控的罪名没有异议。
- 9月13日，江苏省扬州市中级人民法院一审公开开庭审理徐州市人民政府原副市长李连玉涉嫌滥用职权、受贿一案。检查机关指控，2008年至2010年，被告人李连玉在任中共邳州市委书记期间，违反法律规定，滥用职权，多次在无立项、规划，未经用地审批、施工许可等情况下，启动、推进工程建设项目，直至严重违规被上级主管部门查处后拆除，导致国有财产损失6307.36万元，并造成恶劣社会影响；2006年至2014年，李连玉在任邳州市委书记、徐州市副市长期间，利用职务便利，多次收受孙和平、刘国民、周恒昶、王福华等人贿赂财物，价值共计人民币88.8975万元，并为相关请托人谋取利益。
- 9月13日，江苏省苏州市中级人民法院一审公开开庭审理了山西焦煤集团有限责任公司原董事长、党委原书记白培中受贿、行贿一案。检察机关指控：2001年至2011年，被告人白培中利用职务上的便利，为他人在煤炭供应、干部职务职级晋升、工作岗位调整等事宜上谋取利益，收受杨振兴、胡建伟等101人给予的财务，共计折合人民币3513万余元。2011年11月13日，白培中家被抢劫，为避免因家庭财产与收入不符而暴露经济问题，白培中请托时任太原市公安局副局长的戴来伟在办理该案过程中提供帮助，降低认定被劫财务数额。为表示感谢，白培中于2012年1月给予戴来伟人民币20万元。依法应以受贿罪、行贿罪追究白培中的刑事责任。庭审中，检察机关出示了相关证据，白培中及其辩护人进行了质证，控辩双方充分发表了辩论意见，白培中还进行了最后陈述，当庭表示认罪悔罪。法庭宣布择期宣判。
- 9月18日，安徽省淮南市中级人民法院一审公开宣判安徽广播电视台原台长张苏洲受贿、贪污一案，判决张苏洲犯受贿罪判处有期徒刑十年，并处罚金一百八十万元；犯贪污罪判处有期徒刑七年，并处罚金七十万元。决定执行有期徒刑十四年，并处罚金二百五十万元；扣押、退缴在案的受贿所得赃款、赃物依法上缴国库；贪污所得赃款依法返还安徽广播电视台。一审宣判后，张苏洲表示不上诉。
- 9月18日，安徽省淮南市中级人民法院一审公开宣判安徽广播电视台原副台长赵红梅受贿、贪污一案，判决赵红梅犯受贿罪，判处有期徒刑十年，并处罚金一百二十万元；犯贪污罪判处有期徒刑五年，并处罚金四十万元，决定执行有期徒刑十二年，并处罚金一百六十万元；扣押、退缴在案的受贿所得赃款、赃物依法上缴国库；贪污所得赃款依法返还安徽广播电视台；其余赃款继续追缴。一审宣判后，赵红梅未明确表示是否上诉。
- 9月22日，安徽省合肥市中级人民法院一审公开开庭审理了福建省人民政府原副省长徐钢受贿一案。公诉机关起诉指控：2002年至2013年，被告人徐钢利用职务上的便利以及职权和地位形成的便利条件，为福建新恒基投资股份有限公司等16个单位和个人，在公司经营、干部职务晋升和调整、银行揽储等事项上提供帮助。2005年至2014年，徐钢直接或者通过其妻子余娜等人非法收受上述单位和个人给予的财物共计折合人民币1977万余元。庭审中，公诉机关出示了相关证据，徐钢及其辩护人进行了质证，控辩双方在法庭的主持下充分发表了意见，徐钢还进行了最后陈述，并当庭表示认罪、悔罪。法庭宣布择期宣判。
- 9月27日，江苏省徐州市中级人民法院一审公开开庭审理了中共山西省委原常委、太原市委原书记陈川平受贿、国有公司人员滥用职权一案。江苏省徐州市人民检察院派员出庭支持公诉，被告人陈川平及其辩护人到庭参加诉讼。公诉机关指控：2008年至2013年，被告人陈川平利用职务上的便利，为太原钢铁（集团）有限公司等四个单位和个人在企业生产经营、职务晋升等事项上谋取利益，直接或者通过其妻非法收受上述单位和个人给予的财物共计折合人民币91万元。2005年5月至2007年11月，陈川平在担任太原钢铁（集团）有限公司兼太原钢铁（集团）国际经济贸易有限公司董事长期间，违规擅自决定并直接指挥子公司太钢进出口（香港）有限公司在境外进行大量期货交易，造成国有资产损失折合人民币9.0714983612亿元。依法应以受贿罪、国有公司人员滥用职权罪追究陈川平的刑事责任。 庭审中，检察机关出示了相关证据，陈川平及其辩护人进行了质证，控辩双方充分发表了意见，陈川平进行了最后陈述，当庭表示认罪悔罪。 法庭宣布择期宣判。
- 9月29日，北京市第一中级人民法院一审公开开庭审理了中国第一汽车集团公司（以下简称一汽集团）原党委书记、董事长徐建一受贿案。公诉机关指控：2000年至2013年，被告人徐建一利用职务上的便利，为他人在企业经营、职务调整晋升等事项上提供帮助，直接或者间接非法收受他人给予的财物共计折合人民币1218.974万元。庭审中，检察机关出示了相关证据，被告人徐建一及其辩护人进行了质证，控辩双方充分发表了意见。徐建一还作了最后陈述，并当庭表示认罪悔罪。法庭宣布择期宣判。
- 9月30日，广西壮族自治区南宁市中级人民法院公开宣判中共广东省委原常委、广州市委原书记万庆良受贿案，对被告人万庆良以受贿罪判处无期徒刑，剥夺政治权利终身，并处没收个人全部财产；对万庆良受贿所得财物予以追缴，上缴国库。审判机关经审理查明：2000年至2014年，被告人万庆良利用职务上的便利以及职权和地位形成的便利条件，为他人在企业发展、项目开发、职务晋升等事项上谋取利益，直接或者通过其特定关系人索取、非法收受他人财物，共计折合人民币1.11251086亿元。南宁市中级人民法院认为，被告人万庆良的行为构成受贿罪。万庆良索贿人民币150万元，具有法定从重处罚情节。鉴于万庆良到案后，如实供述自己罪行，主动交代办案机关尚未掌握的部分受贿犯罪事实；提供侦破其他重大案件的重要线索，有重大立功表现；认罪悔罪，积极退赃，具有法定、酌定减轻及从轻处罚情节，依法予以从轻处罚。
- 9月30日，浙江省宁波市中级人民法院公开宣判中共山东省委原常委、济南市委原书记王敏受贿案，对被告人王敏以受贿罪判处有期徒刑12年，并处没收个人财产人民币200万元；对王敏受贿所得财物予以追缴，上缴国库。经审理查明：2004年至2014年，被告人王敏利用职务上的便利，为他人在房地产开发、职务提拔、工作安排等事项上谋取利益，直接或者通过其特定关系人非法收受他人财物，共计折合人民币1805.103万元。宁波市中级人民法院认为，被告人王敏的行为构成受贿罪。鉴于王敏到案后，如实供述自己罪行，主动交代办案机关尚未掌握的部分受贿犯罪事实；认罪悔罪，积极退赃，赃款赃物已全部追缴，具有法定、酌定从轻处罚情节，依法可以从轻处罚。

## 10月

### 接受调查
- 10月8日，辽宁省政协常委周连科涉嫌严重违纪，接受组织调查。
- 10月11日，内蒙古自治区国土资源厅原党组书记、厅长，中共鄂尔多斯市市委原常委、副市长李世镕涉嫌严重违纪，接受组织调查。
- 10月12日，江苏省盐城市政协副主席李纯涛涉嫌严重违纪，接受组织调查。
- 10月12日，重庆市水利局党组成员、局长助理邓美荣涉嫌严重违纪，接受组织调查。
- 10月13日，云南省西双版纳州人大常委会党组书记、主任陈启忠涉嫌严重违纪，接受组织调查。
- 10月14日，安徽省阜阳市政府副市长梁栋涉嫌严重违纪，接受组织调查。
- 10月14日，陕西省国土资源厅总工程师杨建军涉嫌严重违纪，接受组织调查。
- 10月14日，深圳市机场（集团）有限公司党委书记、董事长汪洋涉嫌严重违纪，接受组织调查。
- 10月14日，中共辽宁省葫芦岛市委原副书记、市政府原市长戴炜涉嫌严重违纪，接受组织调查。
- 10月17日，江西省地质矿产勘查开发局党委委员、副局长张华涉嫌严重违纪，接受组织调查。
- 10月18日，政协天津市红桥区委员会党组成员、副主席李可（副局级）涉嫌严重违纪，接受组织调查。
- 10月29日，中共辽宁省铁岭市委副书记、市长姜周涉嫌严重违纪，接受组织调查。
- 10月31日，中共湖南省怀化市委原常委、政法委书记易贵长涉嫌严重违纪，接受组织调查。

### 党纪处分
- 10月10日，中共山东省纪委对枣庄市政府原党组成员、副市长张鲁军严重违纪问题进行了立案审查，决定给予张鲁军开除党籍处分；由山东省监察厅报山东省政府批准，给予其开除公职处分；收缴其违纪所得；将其涉嫌犯罪问题、线索及所涉款物移送司法机关处理。
- 10月12日，中共河北省纪委对保定市政府原副市长、公安局原局长潘静苏严重违纪问题进行了立案审查，决定给予潘静苏开除党籍处分；由省监察厅报省政府批准，给予其开除公职处分；将其涉嫌犯罪问题、线索和所涉款物移送司法机关处理。
- 10月14日，中共重庆市纪委对南川区委原常委王元开严重违纪问题进行了立案审查，决定给予王元开开除党籍、开除公职处分；将其涉嫌犯罪问题及线索移送司法机关处理。
- 10月16日，中共海南省纪委对省发展控股有限公司原党委书记、董事长刘明贵严重违纪问题进行了立案审查，决定给予刘明贵开除党籍处分；由省监察厅报省政府批准，给予其开除公职处分；将其涉嫌犯罪问题、线索及所涉款物移送司法机关处理。
- 10月18日，中共天津市纪委对政协天津市红桥区委员会原党组成员、副主席杨茂顺严重违纪问题进行了立案审查,决定给予杨茂顺开除党籍、开除公职处分，终止其中共天津市、红桥区第十次代表大会代表资格；将其涉嫌犯罪问题及线索移送司法机关处理。
- 10月18日，中共广东省纪委对省委第六巡视组原组长刘志伟严重违纪问题进行了立案审查，决定给予刘志伟开除党籍、开除公职处分；收缴其违纪所得；将其涉嫌犯罪问题、线索及所涉款物移送司法机关处理。
- 10月18日，中共广东省纪委对珠海市政协原主席钱芳莉严重违纪问题进行了立案审查，决定给予钱芳莉开除党籍、开除公职处分；收缴其违纪所得；将其涉嫌犯罪问题、线索及所涉款物移送司法机关处理。
- 10月19日，中共上海市纪委对上海公安高等专科学校原党委书记、常务副校长郑万新严重违纪问题进行了立案审查，决定给予郑万新开除党籍处分；将其涉嫌犯罪问题、线索等被移送司法机关处理。
- 10月21日，中共湖南省纪委对湖南广播电视台党委委员、副台长罗毅严重违纪问题进行了立案审查，决定给予罗毅开除党籍处分，报省政府批准，给予其开除公职处分，将其涉嫌犯罪问题及线索移送司法机关处理。
- 10月21日，中共湖南省纪委对湖南煤业集团有限公司原党委副书记、总经理李义成严重违纪问题进行了立案审查，决定给予李义成开除党籍处分，报省政府批准，给予其行政撤职处分。
- 10月21日，中共湖南省纪委对中南林业科技大学原党委副书记、校长周先雁严重违纪问题进行了立案审查，决定给予周先雁开除党籍处分，报省政府批准，给予其开除公职处分，将其涉嫌犯罪问题及线索移送司法机关处理。
- 10月21日，中共山东省纪委对省文化厅原党组成员，省文物局原党组书记、局长谢治秀严重违纪问题进行了立案审查，决定给予谢治秀开除党籍处分；由山东省监察厅报山东省政府批准，给予其开除公职处分；收缴其违纪所得；将其涉嫌犯罪问题、线索及所涉款物移送司法机关处理。
- 10月21日，中共陕西省纪委对西安电子科技大学原党委常委、副校长张培营严重违纪问题进行了立案审查，决定给予张培营开除党籍处分，收缴违纪所得，将其涉嫌犯罪问题及线索移送司法机关处理，由其行政主管部门给予其相应的行政处分。
- 10月21日，中共陕西省纪委对西安电子科技大学原党委常委、副校长陈勇严重违纪问题进行了立案审查，决定给予陈勇开除党籍处分，收缴违纪所得，将其涉嫌犯罪问题及线索移送司法机关处理，由其行政主管部门给予其相应的行政处分。
- 10月24日，中共海南省纪委对检察机关移送的海南省粮食局原党组书记、局长杨树岷严重违纪问题进行了纪律审查，决定给予杨树岷开除党籍处分；由省监察厅报省政府批准，给予其开除公职处分；其涉嫌犯罪问题由司法机关继续查处。
- 10月24日，中共贵州省纪委对贵州省农业委员会党组成员、副主任黄晓严重违纪问题进行了立案审查，决定给予黄晓开除党籍处分；经省监察厅厅长办公会议审议并报省政府批准，决定给予其开除公职处分；将其涉嫌犯罪问题移送司法机关处理。
- 10月24日，中共贵州省纪委对贵州省农业委员会党组成员、总畜牧师瓦庆荣严重违纪问题进行了立案审查，决定给予瓦庆荣开除党籍处分；经省监察厅报省政府批准，决定给予其开除公职处分；将其涉嫌犯罪问题移送司法机关处理。
- 10月25日，中共贵州省纪委对中国贵州茅台酒厂（集团）有限责任公司原党委委员，贵州茅台酒股份有限公司原副总经理、财务总监谭定华严重违纪案进行立案审查，决定给予谭定华开除党籍处分，取消其退休待遇，收缴其违纪所得；将其涉嫌犯罪问题、线索移送司法机关处理。
- 10月28日，中共广东省纪委对清远市政协原党组书记、主席何炳华严重违纪问题进行了立案审查，决定给予何炳华开除党籍处分;取消其退休待遇；收缴其违纪所得；将其涉嫌犯罪问题、线索及所涉款物移送司法机关处理。
- 10月31日，中共黑龙江省纪委对鸡西大学党委书记闫长青严重违纪问题进行了立案审查，决定给予闫长青开除党籍、开除公职处分；收缴其违纪所得；将其涉嫌犯罪问题、线索及所涉款物移送司法机关处理。

## 11月

### 接受调查
- 11月1日，湖北省武汉地方志编纂委员会办公室原党组书记、主任舒炼因涉嫌严重违纪，接受组织调查。
- 11月4日，吉林省长春市工业和信息化局原巡视员孙长进涉嫌严重违纪，接受组织调查。
- 11月4日，重庆市涪陵区人大常委会副主任王世权涉嫌严重违纪，接受组织调查。
- 11月4日，重庆国际投资咨询集团有限公司党委副书记、总经理、董事贾建国涉嫌严重违纪，接受组织调查。
- 11月4日，云南省昭通市人大常委会副主任禄松涉嫌严重违纪，接受组织调查。
- 11月5日，中国船舶重工集团公司党组成员、纪检组组长刘长虹涉嫌严重违纪，接受组织调查。
- 11月7日，广东省韶关市政协党组成员、副主席邓建华涉嫌严重违纪，接受组织调查。
- 11月8日，中共安徽省委原常委、副省长陈树隆涉嫌严重违纪，接受组织调查。
- 11月8日，中共湖南省委常委、宣传部长张文雄涉嫌严重违纪，接受组织调查。
- 11月9日，湖南省邵阳市副市长陈优秀涉嫌严重违纪，接受组织调查。
- 11月11日，中共河南省委原常委、政法委书记吴天君涉嫌严重违纪，接受组织调查。
- 11月14日，武汉工程大学党委书记吴元欣涉嫌严重违纪，接受组织调查。
- 11月16日，云南省人大常委会预算工作委员会原副主任、云南电网公司原总经理廖泽龙涉嫌严重违纪，接受组织调查。
- 11月18日，安徽省交通控股集团有限公司原董事长、党委书记周仁强涉嫌严重违纪，接受组织调查。
- 11月18日，贵州盘江投资控股（集团）有限公司党委委员、副总经理王立军涉嫌严重违纪，接受组织调查。
- 11月18日，黑龙江省人大常委会正厅级干部张晶川涉嫌严重违纪，接受组织调查。
- 11月18日，辽宁省大连市工商行政管理局局长、党组书记蔡有彬涉嫌严重违纪，接受组织调查。
- 11月21日，新疆投资发展（集团）有限责任公司原党委书记、董事长王学斌涉嫌严重违纪，接受组织调查。
- 11月22日，沈阳-欧盟经济开发区管委会常务副主任李英华涉嫌严重违纪，接受组织调查。
- 11月22日，云南省工业和信息化委员会原巡视员、昆明高新技术产业开发区管委会原主任张兴华涉嫌严重违纪，协助组织调查。
- 11月23日，山东钢铁集团有限公司党委委员、副总经理蔡漳平涉嫌严重违纪，接受组织调查。
- 11月23日，河南省文化体制改革和发展领导小组原副组长路国贤涉嫌严重违纪，接受组织调查。
- 11月24日，中共河南省新乡市委党校原党委书记、常务副校长范勤云（副厅级）涉嫌严重违纪，接受组织调查。
- 11月25日，重庆钢铁（集团）有限责任公司原党委常委、副总经理、总工程师董荣华涉嫌严重违纪，接受组织调查。
- 11月26日，新疆维吾尔自治区煤炭工业管理局、新疆煤矿安全监察局党组书记、副局长买买提·吐尔迪涉嫌严重违纪，接受组织调查。
- 11月30日，中国江苏国际经济技术合作集团有限公司原董事长孔新宁涉嫌严重违纪，接受组织调查。
- 11月30日，江苏省淮安市人大常委会党组成员肖本明涉嫌严重违纪，接受组织调查。

### 党纪处分
- 11月3日，中共宁夏回族自治区纪委对自治区卫生和计划生育委员会原党组成员王炜严重违纪问题进行了立案审查，决定给予王炜开除党籍处分；经自治区监察厅报自治区人民政府批准，给予其开除公职处分；将其涉嫌犯罪问题及线索、款物移送司法机关处理。
- 11月7日，中共宁夏回族自治区纪委对宁夏伊斯兰教经学院原院长王明亮严重违纪问题进行了立案审查，决定给予王明亮开除党籍处分；经自治区监察厅报自治区人民政府批准，给予其开除公职处分；由自治区政协党组依据政协章程撤销其自治区政协委员资格；将其涉嫌犯罪问题及款物移送司法机关处理。
- 11月8日，中共广西壮族自治区纪委对广西北部湾银行原董事长、自治区旅发委原副主任、党组成员（正厅级）滕冲涉嫌严重违纪问题进行立案审查，决定给予滕冲开除党籍、开除公职处分，收缴其违纪所得；将其涉嫌犯罪问题、线索移送司法机关处理。给予滕冲开除公职处分由广西壮族自治区监察厅按程序报广西壮族自治区人民政府批准。
- 11月8日，中共广西壮族自治区纪委对南宁市政协党组原副书记（副厅级）容康社严重违纪问题进行立案审查，决定给予容康社开除党籍、开除公职处分,收缴其违纪所得；将其涉嫌犯罪问题、线索移送司法机关处理。
- 11月8日，中共广西壮族自治区纪委对百色市政府原副市长（副厅级）陶荣铅严重违纪问题进行立案审查，决定给予陶荣铅开除党籍、开除公职处分，收缴其违纪所得；将其涉嫌犯罪问题、线索移送司法机关处理。给予陶荣铅开除公职处分由广西壮族自治区监察厅按程序报广西壮族自治区人民政府批准。
- 11月16日，中共湖北省纪委驻省总工会纪检组对湖北知音传媒集团有限公司原党委书记、原董事长胡勋璧的严重违纪问题进行了立案审查，给予胡勋璧开除党籍处分。
- 11月18日，中共青海省纪委对青海省地质矿产勘查开发局原局长吴庭祥（正厅级）涉嫌严重违纪问题进行了立案审查，决定给予吴庭祥开除党籍、行政撤职处分（降为副调研员）。
- 11月22日，中共湖北省纪委对鄂州市政府原党组成员、原副市长，市公安局原党委书记、原局长朱高文的严重违纪问题进行了立案审查，决定给予朱高文开除党籍处分；经湖北省监察厅厅长办公会议审议并报湖北省政府批准，决定给予其开除公职处分；将其涉嫌犯罪问题及线索移送司法机关处理。
- 11月23日，中共湖南省纪委对第十届中共湖南省委委员、中共衡阳市委原书记、省委农村工作领导小组副组长李亿龙严重违纪问题进行立案审查，经中共湖南省纪委常委会议、中共湖南省委常委会议研究，并报经中共中央纪委常委会议讨论、中共中央批准，决定给予李亿龙开除党籍处分；经湖南省委批准，给予李亿龙开除公职处分，将其涉嫌犯罪问题及线索移送司法机关处理。
- 11月23日，中共湖南省纪委对第十届中共湖南省委委员、湖南日报报业集团有限公司原党委书记、董事长覃晓光严重违纪问题进行立案审查，经中共湖南省纪委常委会议、中共湖南省委常委会议研究，并报经中共中央纪委常委会议讨论、中共中央批准，决定给予覃晓光开除党籍处分；经湖南省委批准，给予覃晓光开除公职处分，将其涉嫌犯罪问题及线索移送司法机关处理。
- 11月29日，中共河北省纪委对省卫生和计划生育委员会原党组成员、副主任朱会宾严重违纪问题进行了立案审查，决定给予朱会宾开除党籍处分；经省监察厅报省政府批准，决定给予其开除公职处分；将其涉嫌犯罪问题、线索及所涉款物移送司法机关处理。
- 11月30日，中共湖北省纪委对鄂州市政协原党组书记、原主席刘沐珍的严重违纪问题进行了立案审查，决定给予刘沐珍开除党籍、开除公职处分。
- 11月30日，中共湖北省纪委对恩施州政府原副州长秦斌的严重违纪问题进行了立案审查，决定给予秦斌开除党籍处分；由湖北省监察厅报请湖北省政府批准给予其开除公职处分；将其涉嫌犯罪问题及线索移送司法机关处理。

## 12月

### 接受调查
- 12月1日，天津市静海区区委常委、副区长顾春瑞涉嫌严重违纪，接受组织调查。
- 12月1日，贵州省安顺市人大常委会党组副书记、副主任王廷恺涉嫌严重违纪，接受组织调查。
- 12月1日，辽宁省人大常委会副巡视员李会永涉嫌严重违纪，接受组织调查。
- 12月8日，广东省阳江市委常委、政法委书记冯桂雄涉嫌严重违纪，接受组织调查。
- 12月9日，中国移动通信集团贵州有限公司原党组书记、董事长、总经理芈大伟涉嫌严重违纪，接受组织调查。
- 12月9日，唐山市副市长李晓军涉嫌严重违纪，接受组织调查。
- 12月14日，天津市人大农业与农村委员会副主任委员、天津市供销合作总社原党委书记边仁权（正局级）涉嫌严重违纪，接受组织调查。
- 12月16日，山东省人大城乡建设与环境资源保护委员会副主任委员，山东省交通运输厅原党组书记、厅长贾学英涉嫌严重违纪，接受组织调查。
- 12月16日，冀中能源集团有限责任公司原董事长、党委书记王社平涉嫌严重违纪，接受组织调查。
- 12月21日，天津市市委委员、红桥区区委原书记张泉芬（正局级）涉嫌严重违纪，接受组织调查。
- 12月22日，苏州工业园区海关关长李念农涉嫌严重违纪，接受组织调查。
- 12月23日，福建省漳州市人大常委会党组成员、副主任黄舜斌涉嫌严重违纪，接受组织调查。
- 12月23日，新疆维吾尔自治区和田地区行署副专员沈毅涉嫌严重违纪，接受组织调查。
- 12月24日，黑龙江银监局原副局长、党委副书记（副厅级），哈尔滨农商银行原董事长杨德彬涉嫌严重违纪，接受组织调查。
- 12月28日，新疆生产建设兵团党委常委田建荣涉嫌严重违纪，接受组织调查。
- 12月29日，四川省投资集团有限责任公司副总经理朱兵涉嫌严重违纪，接受组织调查。
- 12月30日，安徽省政府秘书长、党组成员，办公厅党组书记杨敬农涉嫌严重违纪，目前正在接受组织调查。
- 12月30日，石家庄市政协副主席张维德涉嫌严重违纪，接受组织调查。